# JR九州883系電車
883系電車（883けいでんしゃ）は、九州旅客鉄道（JR九州）の交流特急形電車。
「ワンダーランドエクスプレス」や「Sonic 883」などの愛称がある。
本項では1994年に登場の車両は1次車、1995年に登場の車両は2次車、1996年に登場の車両は3次車、1997年に登場の車両は4次車と表記する。

## 概要
日豊本線系統の特急の輸送改善と速達化を目的として製造された。車両デザインは水戸岡鋭治が手掛けている。製造は日立製作所が担当した。
JR九州初の振り子式車両であり、営業用交流電車としても日本初の振り子式車両である。
車両の愛称については、初めに当時の鉄道本部長から大分県の県鳥である「めじろ」を提案されたが、高速列車のイメージに合わないなどの理由で社内から反対意見が挙がり、代案として「ソニック」が提案された。英語で「音速の」という意味をもつ「ソニック」は、車両デザインや列車の方向性とも合致する事から、水戸岡も了承し「ソニック」に決定した。
形式名については789系、881系を飛ばして883系となった。なお、789系については後にJR北海道から登場している。
1995年10月1日にグッドデザイン商品に選定され、1996年（平成8年）5月31日にブルーリボン賞を、6月21日にはブルネル賞長距離部門で大賞を受賞した。

## 開発の経緯
当時、導入線区となる日豊本線を含む東九州地区の交通体系は高速化が遅れていた。この頃、大分自動車道が全線開通間近であった事もあり、鉄道整備基金の認定を受け、高速化事業の一環として日豊本線の小倉 - 大分間の線路設備強化と共に新製車両を導入する事となった。787系「つばめ」プロジェクトの成功を受け、車両デザインを水戸岡に依頼する。
当時の社長である石井幸孝は、新製車両に対して2つの面を欲していた。ひとつは、スピードアップである。ライバルとなる自動車に対抗するためにはスピードアップは必要不可欠であったため、振り子装置が採用された。これにより、 カーブの多い日豊本線でもカーブ通過時のスピードアップが図れ、博多 - 大分間の所要時間は従来より20分ほど短縮するに至る。もうひとつはデザインによる話題性である。この新製車両は約2時間の短距離輸送を担うことになるため、子供や若者らが感嘆するほどのポップカルチャーが必要と考えたのである。
しかし、当時の日豊本線の特急は乗客が少なく、夕方になれば当時充当されていた485系の車内は酒瓶やさきイカが散乱しているという有り様であったため、日豊本線に対して投げやりな社員もおり、メンテナンスもおざなりにされていた。その様子を見た水戸岡は「デザインという整理が必要」と考え、前の列車の空間を整理して楽しい空間にしようと構想する。そうすれば「どうでもいいといった運用・利用の仕方にはならないだろう」と考えたのである。それを突き詰め全く新しくて楽しい空間を目指した。そのため、内装で使用される部品はネジ1本から水戸岡が設計し、既製品は使用されていない。デザインには遊び心を取り入れ、走行する上では不要な部品をあえて取り付けた。また、細部まで観察する子供の目線を意識して、いつ見ても新しい発見があるよう陰影やハイライトがつくようにするといった工夫を凝らし、乗用車に比べて引けを取っていた鉄道のデザインや塗色のレベルを上げてみたいとも考え、自動車も意識した。車両の色彩は「ワンダーランドエクスプレス」というデザインコンセプトに見合うよう選色した。そのため、787系の抑えられた色彩から一転し、赤・青・黄・緑などの原色が用いられた。

## 車両概説

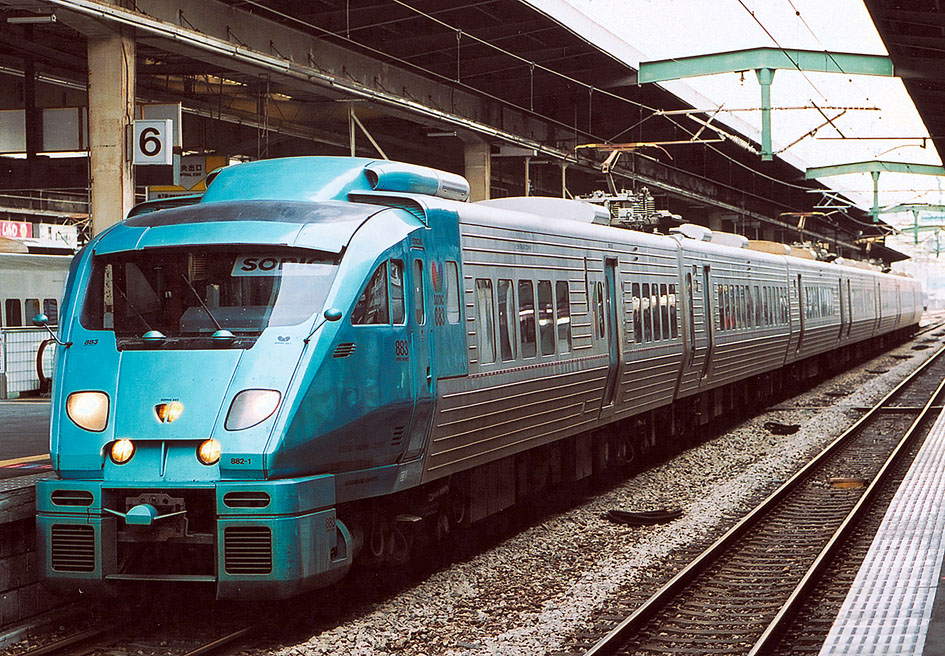
更新前の883系1次車

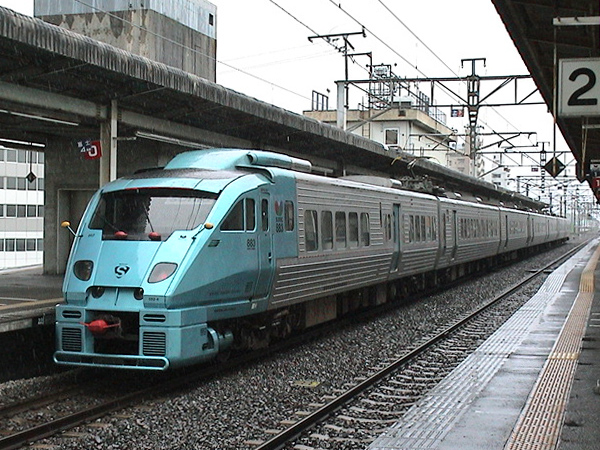
3次車（前面バンパー追加時）

以下、主に製造時点での構造について記述する。1000番台については別項目を参照。

### 車体
軽量構造のステンレス製で、前頭部は非貫通構造の普通鋼製である。「昆虫のよう」や「ロボットのよう」とも形容されるこの前頭部は、イタリアのデザイナー・マルチェロ・ガンディーニがデザインしたトラックを参考にしている。前頭部はブルーメタリックに塗装されている。このブルーメタリックは「トライアンフのラリー車にあったようなブルー」のイメージに近い色である。当時、ヨーロッパの自動車業界の流行色であったことから水戸岡はこの色を採用した。
前頭部には別パーツのパネルが装着されている。この前面パネルは取替可能な構造であり、人身事故などで正面パネルを大破した際は取替品が完成するまで応急措置としてパネルを外して運転されたこともある。空気抵抗低減のため、パネルと前頭部本体の間に隙間があり、そこを空気が通る構造となっている。しかし、これに実用性はなくあくまで装飾という位置付けである。この構造はF1マシンの構造が手本にされた。1994年製の1次車から1997年製の4次車では前面パネルの形状やカラーリングが異なり、これらのバリエーションでソニックファミリーを形成する。これには駅で待つ乗客に「今日は何色がやってくるんだろう」と乗る前から楽しんでもらいたいという水戸岡の意図が込められている。側面には走行する上では不要なフェンダーミラーやタンクのような部品が遊び心の一環として取り付けられた。また、登場時はテールライトとしてバイザーに赤いライトが付いていたが、リニューアル前に撤去された。
前照灯は、1次車は5箇所点灯し2次車以降は4箇所が点灯する。
車体長は先頭車は21,700 mm、中間車は20,500 mm、横幅は最大2,853 mm、屋根高さは3,450 mm、床面高さは1,130 mmである。787系の床面高さ (1,205 mm) に比べて低くなり、ステップなしの平床構造となった。
車両はM-TA方式で制御電動車のクモハまたは中間電動車のモハと交流用機器とパンタグラフを積む付随車のサハの2両で1つのユニットを組む。ユニットを構成する車両間は半永久連結器を装備し、他は密着連結器を装備する。なお、先頭車のクロハ882形はどの車両ともユニットを組まない。

### 車内設備
列車内を一つの街と見立て、2・4号車の車端部に設置されているコモンスペースは「公園」、デッキは「人の集まる広場」と位置付けられている。「つながった街並としての車両を作っていきたい」という考えから、車内の仕切りにはガラスが使用されている。883系は787系とは違い約2時間の短距離輸送を目的としている事から、ビュッフェは設置されていない。しかし、これでは乗客が立ち回れる場所がなくなる事から、その代わりとしてコモンスペースが設けられた。なお、3号車には車内販売の拠点となるクルーズルームが設置されている。クルーズルームは、簡易なビュッフェにもなる造りである。そのほか、6号車に車掌室が、ソファが備えられたマルチスペースが2号車の車端部に設置されている。マルチスペースは備えられているカーテンを閉めることで個室化が可能である。出入口にはショーケースが設けられ、中には高田洋一による彫刻作品「空想の旅」が展示されている。振り子車の車体が振動するという特性を生かし、動くようになっている。ショーケース設置の経緯は、水戸岡が車内の配電盤や機械類が入るパネルの中身に興味を示した事に始まる。日立にそれを問いかけると、いじることはできないとの返答と共に平面図が示される。展開図も要求すると、その中身は空だった。水戸岡はこの空間を生かそうとするが、予算がかさみスケジュールが延びることを恐れた日立はこれを渋る。水戸岡は日立を説得し、その空間に机やゴミ箱、喫煙可能なスペースを設けた。その一環としてショーケースが設置され、彫刻が組み込まれたのである。この彫刻はブルネル賞芸術の鉄道への適合部門で推奨賞を受賞している。ショーケースには彫刻の他にも「ソニック」のペーパークラフトなども飾られる。
壁面はカラーアルミで構成され、電解着色により塗装されている。これは、オーシマの職人・樋口氏によるものである。壁のみならず、883系で使用されているアルミ製の部品はすべてオーシマが製造している。
奇数号車にはトイレが設置されている。787系同様、真空式の洋式トイレが採用された。1号車にあるトイレはバリアフリー対応でスペースが広くとられている。3号車に設置のトイレは男女別に個室が分かれているが、洗面所は兼用となっている。3次車からは入口に点字表記が追加され、個室内に非常用連絡装置も設置された。
接客サービスとしてソニックレディによるグリーン車サービスと車内販売が行われる。BGM装置を搭載し、コモンスペース・グリーン室・トイレではBGMが流れる。なお、グリーン車サービスと車内販売は2015年3月13日で終了しており、その代わりとしてコールド飲料の自動販売機が6号車のデッキに設置された。

#### 普通車
普通車の客室内はカラフルな空間を形成する。床にはモザイク模様の赤・青・黄・緑色のタイルカーペットが敷かれている。カーペットのデザインは1両ごとに異なる。座席は2列ずつ1,000 mm間隔に並び、車内中央部には「センターブース」と称される空間が設けられた。ここは前後がガラスで仕切られ、向かい合わせで固定された座席の間に折り畳み式の固定テーブルが設けられている。787系のボックスシートの流れを汲んでいるが、センターブースの座席も若干リクライニングすることが可能である。1・3号車には設置されていない。1号車には車椅子対応の座席が2席分用意されている。
壁面や天井、荷棚はグレーで統一されている。壁面には収納式の帽子掛が内蔵されている。荷棚はハットラック式で内部は赤色に塗装されている。荷棚下に読書灯が設置されている。室内の照明は間接照明である。

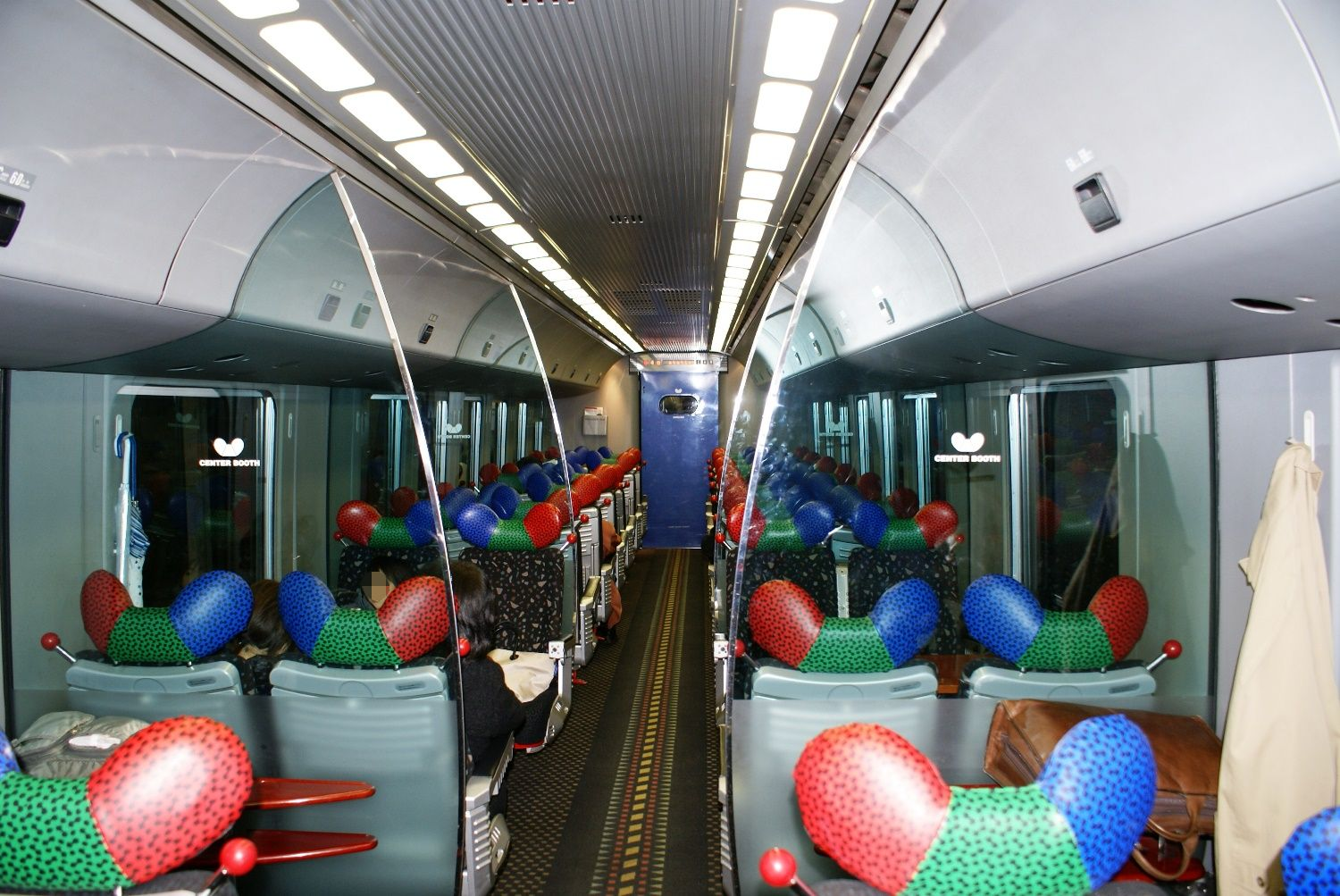
客室内
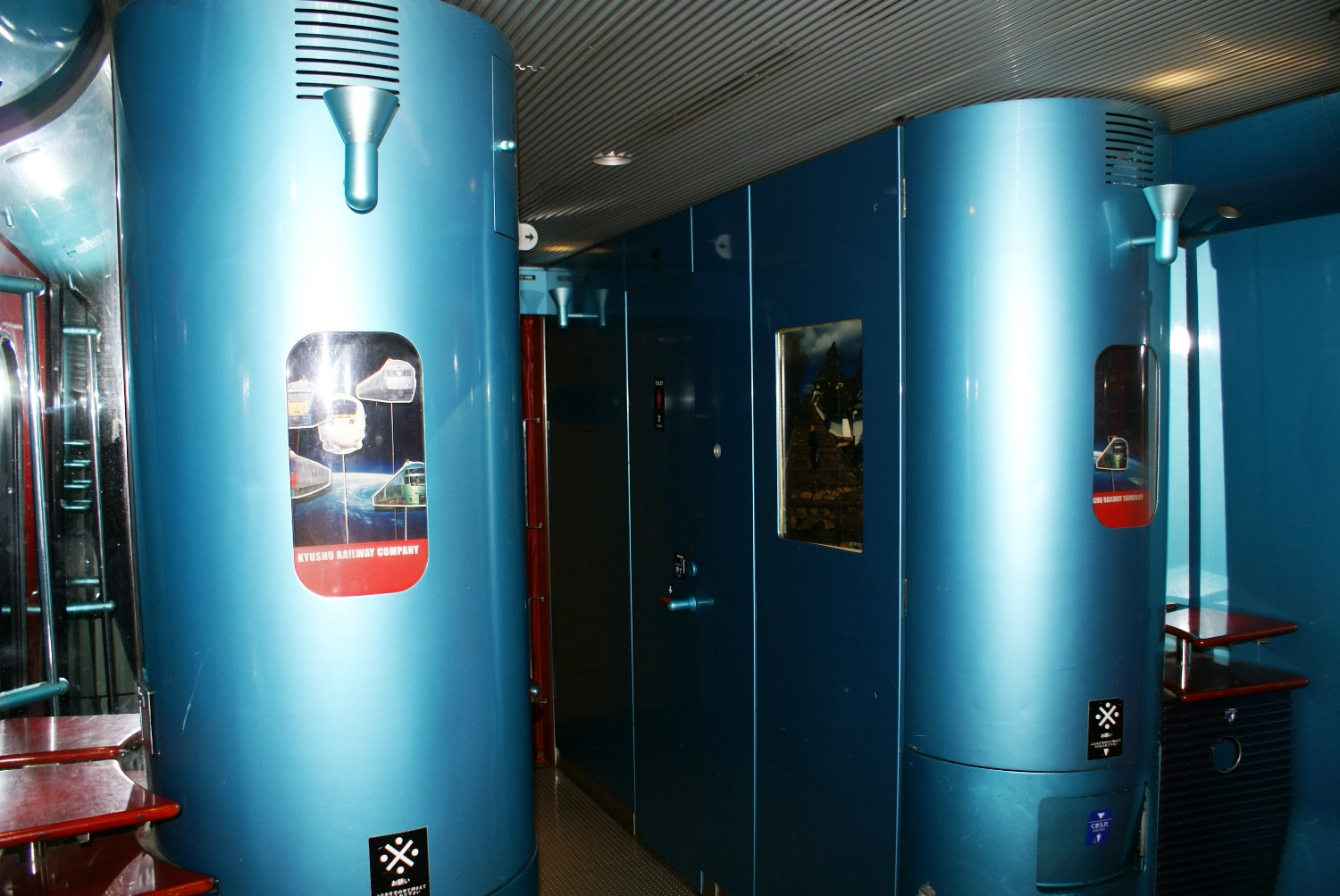
デッキ
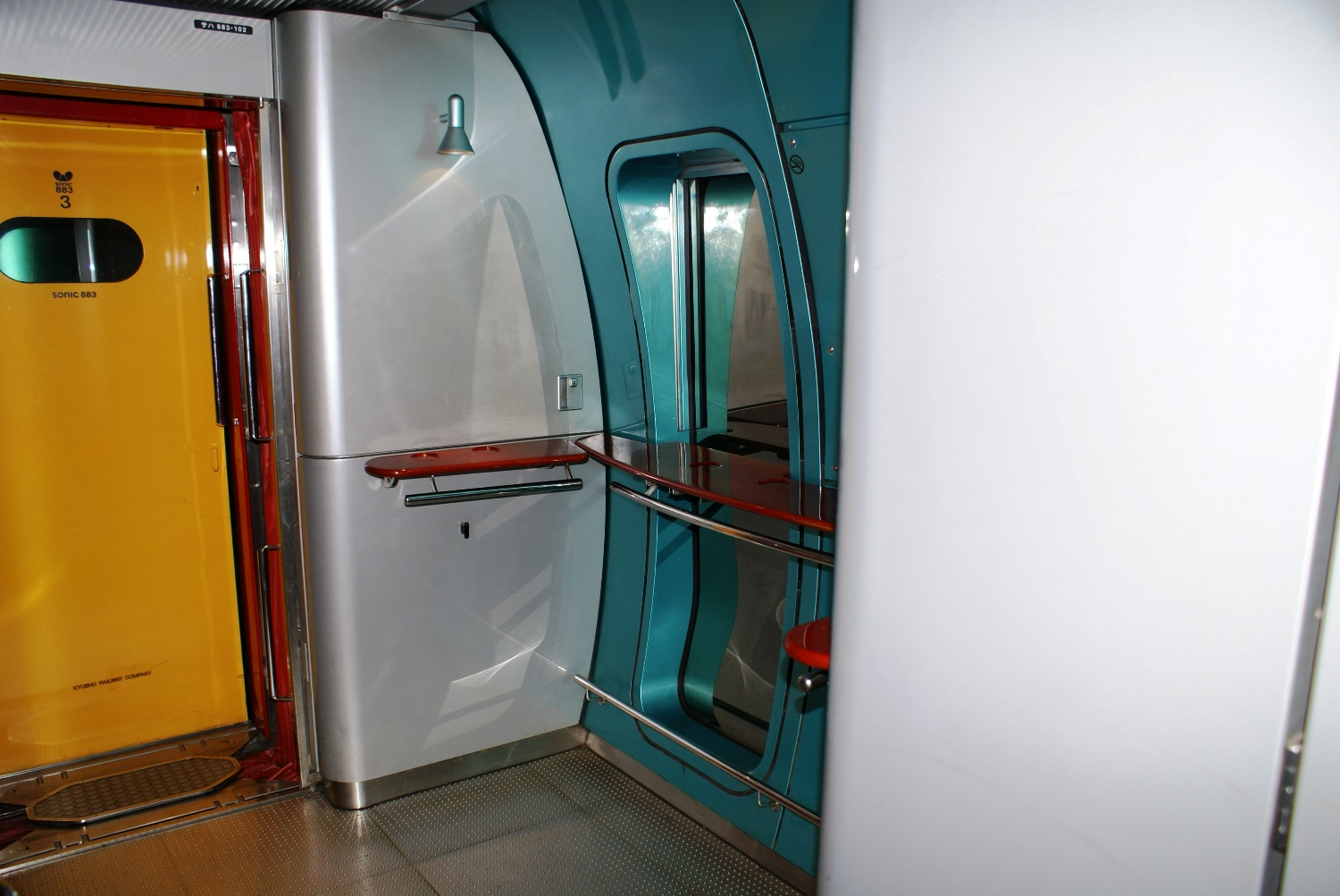
コモンスペース

#### グリーン車
クロハ882形（1号車）の前寄りに位置する。壁面や天井、カーペット敷きの床など普通車と同様の構造である。座席は2+1列配置に1,150 mm間隔に並ぶ。運転席後ろには前面展望ができるパノラマキャビンが設置されている。これは、乗務する運転士の姿を見てもらうために設置されたもの。鉄道好きの子供から好評を得ている。パノラマキャビンは、客室より一段上がったところにあり、木製のベンチと引き出し式のテーブルが設置されている。段差の部分ではフットライトが点灯する。3次車からは書棚が設けられ、木材の色調も変更された。定員15名。

#### 座席
室内の座席は、グリーン室・普通車ともに883系の開発に合わせて設計された回転式リクライニングシートである。この座席の特徴は、動物の耳をイメージさせるユニークな形状のヘッドレストである。元々はヘッドレストの部分にヘッドホンを内蔵し音楽を聴ける装置を導入する予定だった。これは全く新しい空間にするというコンセプトから発想されたもので、883系の愛称・sonic（音速の意）にかけたものでもあったが、予算が足りず、音漏れがどうしても避けられなかったため搭載が見送られ、最終的にヘッドレストだけが残った。ヘッドレストは3段階に高さ調節が可能であり、表地はそれぞれ黒点柄の入った赤・緑・青地の配色である。基本構造はシルバーメタリックに塗装されたフレームに座面が配置され、背面にT字型のフットレストと収納式のテーブル、側面にアーム式の小テーブルが付く。振り子車で揺れる事が想定されたため、両脇に赤玉のついた取っ手が設けられている。普通車の座面はヘッドレストと一体成形のバケットシートである。表地は黒地に星屑が散りばめられたデザインである。グリーン室の座席は黒革張りで、ヘッドレストも黒色である。なお、鉄道車両における座席への本革の採用は883系が初である。基本構造は普通車と同様だが、フットレストとフリーストップ式の電動リクライニング装置が装備されている。座席毎に独立した両肘掛仕様であり、隣席との間隔は普通車よりも広く確保されている。
座面の幅は普通車・グリーン車とも430 mmである。なお、3次車からはグリーン車のシート幅が60 mm拡大され490 mmとなった。

#### 乗務員室
運転席は航空機のコックピットがイメージされた。運転台は787系と同様にL字型であり、基本構成も同じである。定速制御機能を搭載しており、力行定速はマスコンハンドルの5ノッチで定速ボタンを押すことで動作し、マスコンの位置を抑速位置に押し込むと抑速定速が作動する。

運転台には乗務員支援モニタ（音声による停車駅接近予告機能を付加）を備えている。モニタからは機器類の動作確認やサービス機器、振子装置への指令を行える。力行・ブレーキの情報転送やサービス機器への指令は車両に配線を敷き、順次加圧方式で構成する。

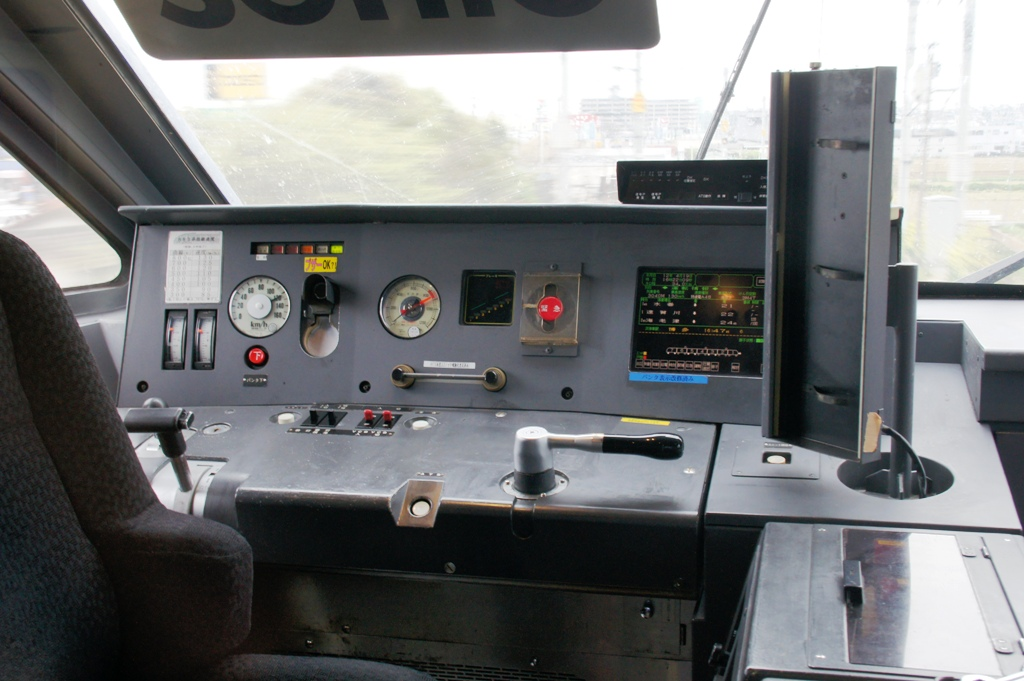
クモハ883-1の運転台

### 機器類
機器回路の構成は813系に準じている。制御方式はサイリスタ位相制御と東芝製GTO素子によるVVVFインバータ制御である。インバータ装置  (PC401K) は、電動車に搭載する4基の主電動機を個別で制御する。高速域での特性に重点が置かれ、特性領域での電源のレギュレーションを考慮して滑り制御を行う。架線電流の増加が懸念されたため、架線電圧が降下した際に最も電力を消費する中速域での1次電流を抑える1次電流抑制機能を備える。
交流用機器として主変圧器 (TM405K)・主制御整流装置 (RS406K) を搭載する。整流装置は2段スタックを有し、そのうちの1段が故障しても、もう1段のみでの走行を可能とし主電動機の個別制御と合わせてシステムの冗長化が図られている。また、高圧機器としてVCB（真空遮断器）、計器用変圧器、交流避雷器、保護接地スイッチを搭載する。
主電動機 (MT402K) はかご形三相誘導電動機である。車両重量や性能を考慮し、定格出力は813系の150 kWから190 kWに容量が増加され、歯車比率は1:4.83に設定された。最高運転速度は130 km/h。駆動装置は平行カルダン方式である。
電気ブレーキ方式は発電ブレーキである。そのため電動車に抵抗器が設置され、それに電気エネルギーを熱として消費させる仕組みをとっている。
ブレーキ装置は発電ブレーキ併用電気指令式空気ブレーキと抑速ブレーキ、直通予備ブレーキを備える。時速130キロメートルからの停止距離600メートルを確保するために増圧装置と滑走再粘着制御機能が搭載されている。基礎ブレーキは電動台車が踏面片押し方式、付随台車が1軸2ディスク方式である。
補助電源装置は静止形インバータ (SIV) を搭載する。
電動空気圧縮機は誘導電動機駆動の MH1091Q-TC2000QA（出力：2000 L/min）を搭載する。
空調装置はヒートホンプ方式のAU406Kを搭載する。883系は振り子車である事から重心を下げるためにセパレートタイプとなっており、室外機は床下に、室内機は屋根上に設置されている。冷房能力は38,000 kcal/h (19,000 kcal/h×2) 、暖房能力は28,000 kcal/h (14,000 kcal/h×2) 有する。
補助電源装置・電動空気圧縮機・空調装置は主変圧器の3次巻線を電源とする。
パンタグラフは下枠交差式の PS401K を搭載する。パンタグラフ台は、先に営業運転を開始していた東日本旅客鉄道（JR東日本）のE351系と同じく台車枠直結の支持台上に設置され、パンタグラフと架線の位置関係は振子動作の影響を受けない。なお、パンタグラフ台が倒れないよう車体からリンクを引いて支えている。サハ883形のパンタグラフを備える部分はデッドスペースとなっている。この方式は後に登場する885系でも採用された。パンタグラフ折り畳み高さは4,300 mm確保されている。パンタグラフ台と屋根上に設置されている高圧機器との間は可とう式の網銅線により接続されている。
行先表示器は787系に続いて字幕式を採用した。クロハ882形は中央に客用扉が設置されているため縦長の寸法である。
ミュージックホーンも搭載されているが、運転台の下のペダルで操作するのではなく、運転室のコンソールボックスの中のスイッチを操作して吹鳴させる。運転中に鳴らすものではなく、各種試験動作等の注意啓発の合図のために設置されたもので、通常は聞くことができない。

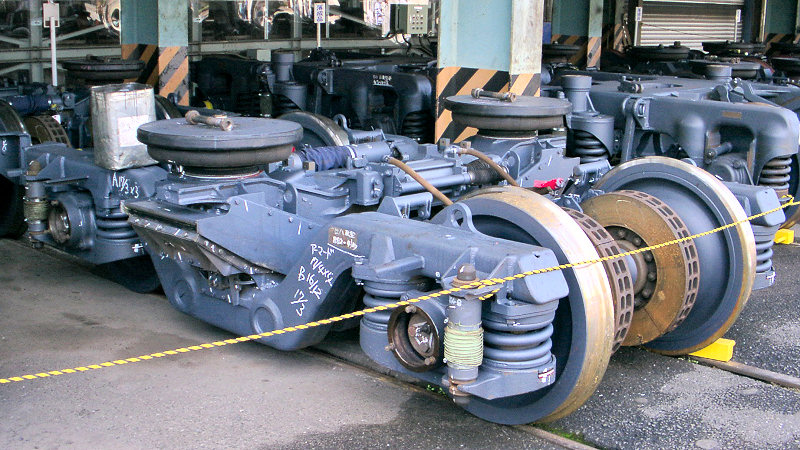
TR402K台車

台車は空気ばね式・ヨーダンパ付き・振り子式ボルスタレス台車DT402K（電動車）、TR402K（制御車・付随車）である。振子動作用の制御シリンダー、振子はり、回転機構が車体と台車間に組み込まれている。振子中心はレール面上から2,275 mmである。車軸のばね支持装置はコイルばねと円筒複層ゴムの組み合わせ、軸受は密封式円錐ころ軸受である。低重心化及び低床化のため車輪径810 mmの小径車輪が採用された。
振子装置は制御付き自然振り子方式である。これは、クロハ882形に設置されているCC装置と繋がる地点検知車上子がATSの地上子を検知して予めセットされている路線情報に基づき自車位置と曲線の入口・出口を距離演算して割り出し、CC装置から各車両に取り付けられているTC装置に傾斜タイミングの指令を転送し、TC装置が車体の傾斜を制御する仕組みである。振子機構はコロ式である。これにより、曲線区間において本則+30 km/hでの走行を可能とし、運転時間短縮に寄与した。なお、走行試験では本則+40 km/hで走行可能な事も確認されている。

## 1000番台
4次車に当たる第6編成から第8編成は当初5両編成で製造されたが、2000年代に入ると特急定期券「エクセルパス」の利用者を中心に朝晩の需要が増加し、着席できない場面が生じていた他、両数が他の編成とは異なっていたため運用上の制約が存在した。これらを解消するため、2008年7月に4次車の7連化が行われ、電動車のモハ883形1000番台と付随車のサハ883形1000番台が登場した。これに伴いAO-6 - 8編成の車番が改番された。
モハ883形1000番台・サハ883形1000番台の両車両は、885系中間車と同様のA-trainシステムによるアルミ合金製車体となった。これは、製作を担当した日立製作所がアルミ製車両の生産に特化し、笠戸工場がアルミ製車両の製作を前提としたラインに整えられていたためである。そのため、既存車と同様のステンレス製とはならず、既存の883系とは外観の差異が一目で判別できる。
走行機器類や台車は既存の885系と同一であるが、車両のソフトウェアのデータを883系に合わせたため、883系1000番台に区分された。1000番台は883系で初めて中間電動車（モハ）にパンタグラフが取り付けられている。行先表示器も885系と同じLED式である。
885系ではATISによりブレーキや行先表示器・車内案内表示器を制御しているが、これを採用していない883系に組み込むにあたってATISのバックアップとして設けられていた引き通し線に883系と同様の配線が敷かれている。そのため、885系でブレーキ制御に用いられているT車遅れ込め制御も搭載されていない。
車内設備も885系に準じているが、乗客の意見を反映し荷棚と車内案内表示器は大型化された。室内の吸音材には新素材が採用され、室内騒音の低減が図られた。座席も革張りではないが885系と同型のものとなっている。出入口付近に設置されているゴミ箱は、容量と開口部が拡大された。モハ883系の後位側にはコモンスペースとトイレが設けられている。
2008年7月18日より順次営業運転に投入された。7両編成化に伴い、従来883系5両編成で運用されていた列車は同車7両編成と885系の運用に、また885系の運用の一部も883系による運用にそれぞれ変更された。

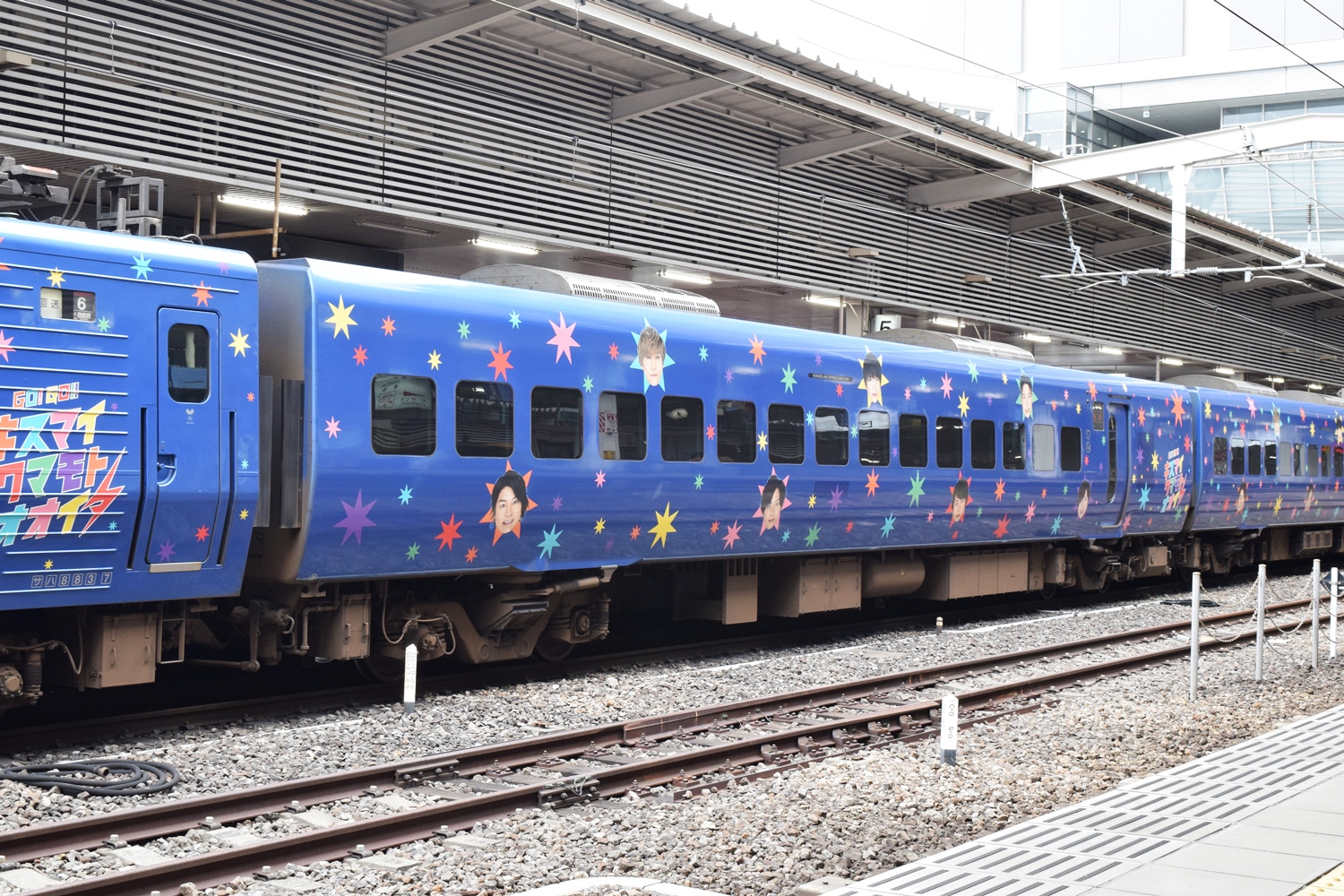
サハ883-1002
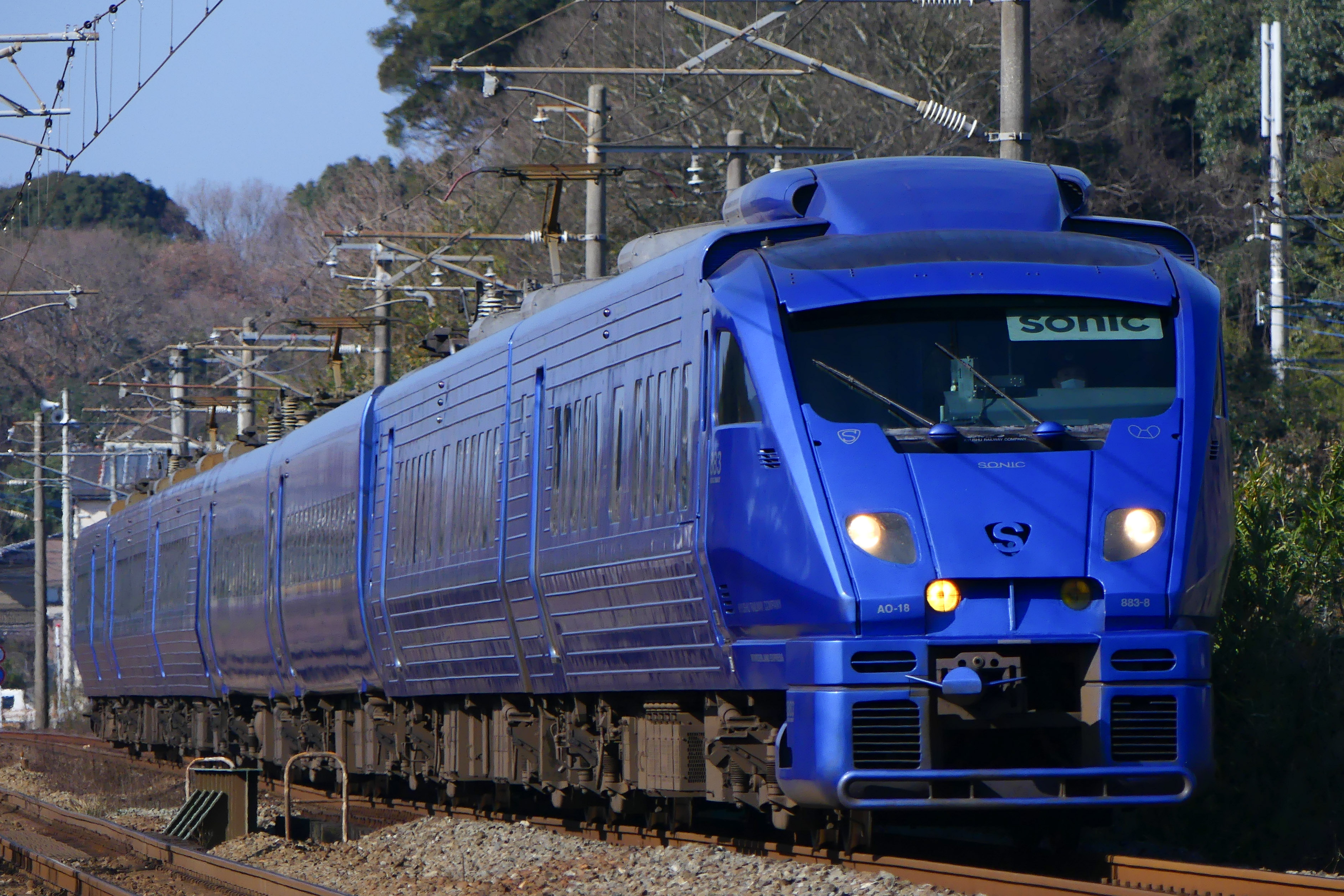
AO-18編成（前から3・4両目が増結された1000番台）
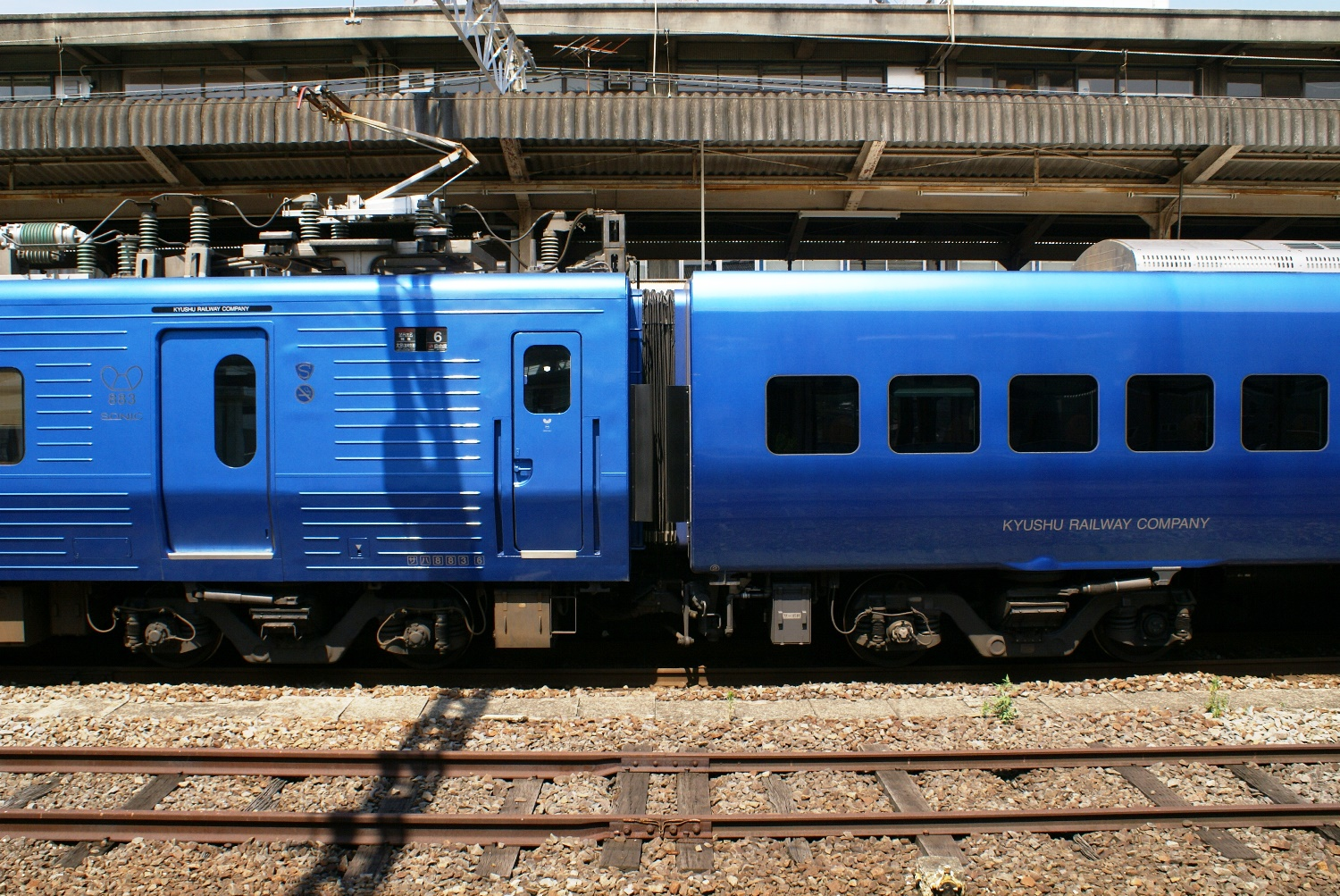
サハ883形0番台と1000番台
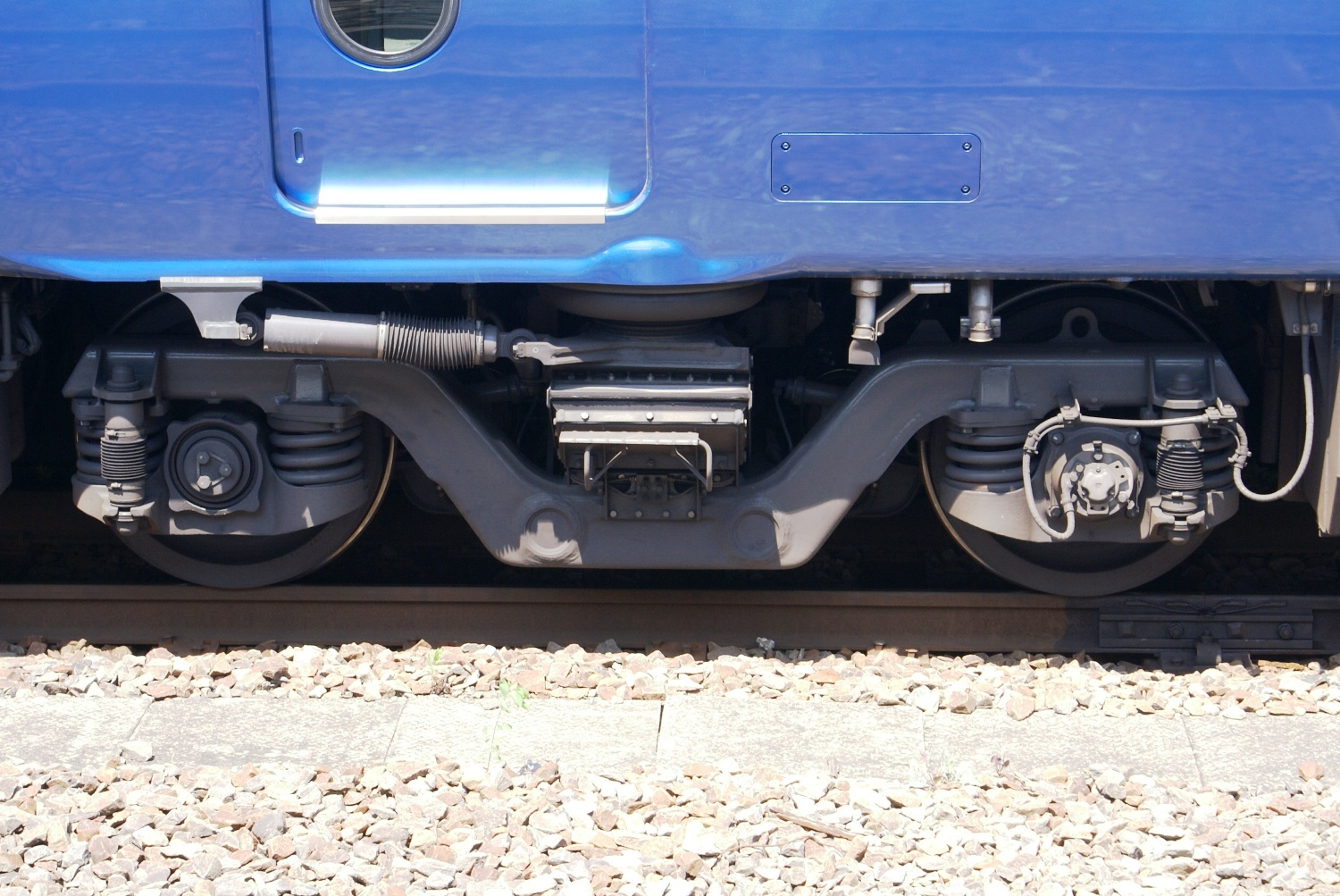
サハ883形1000番台の台車
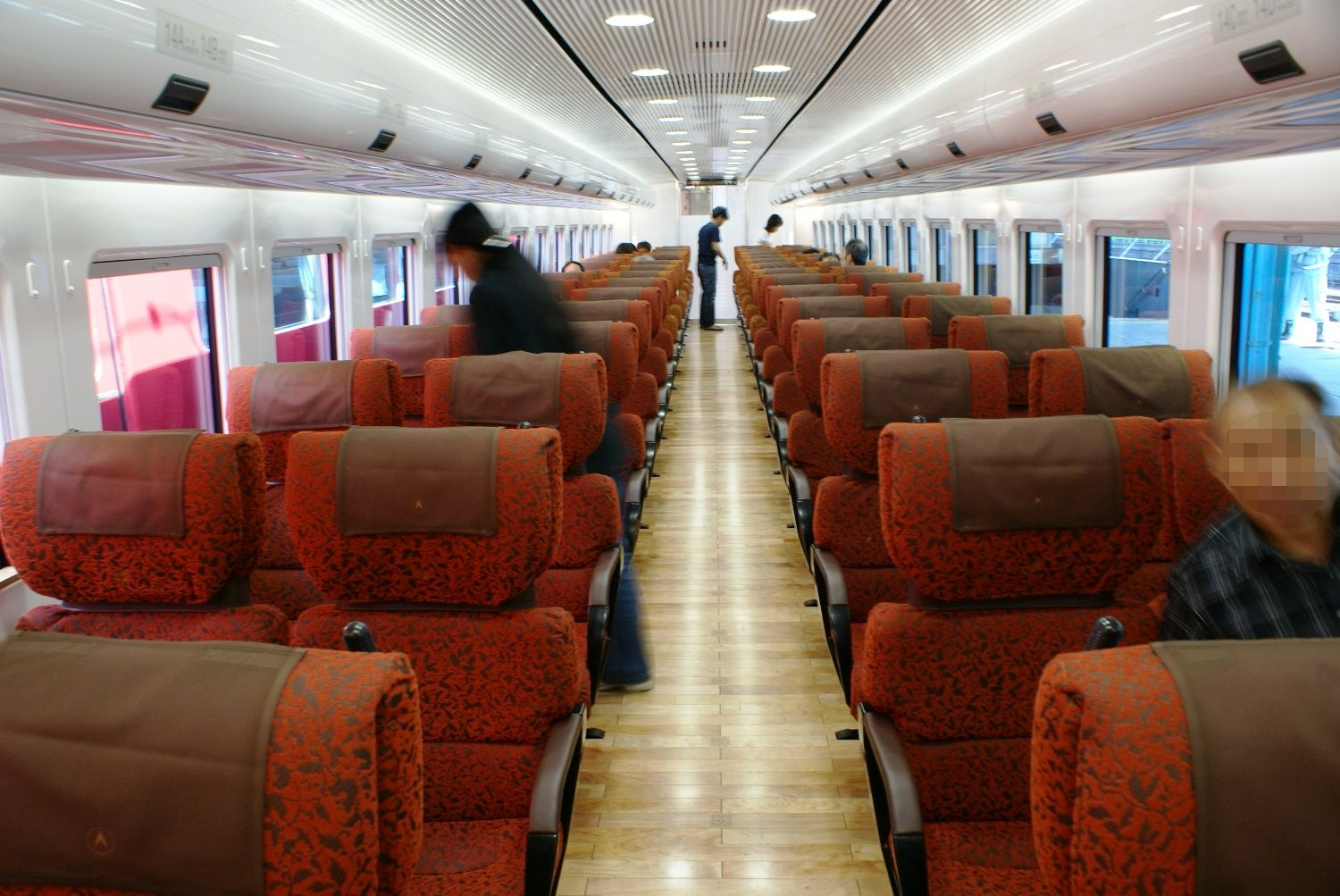
サハ883-1001 車内

## 形式別概説
| 編成番号 | ← 大分・博多小倉 →   | ← 大分・博多小倉 → | ← 大分・博多小倉 → | ← 大分・博多小倉 → | ← 大分・博多小倉 → | ← 大分・博多小倉 → | ← 大分・博多小倉 → |
| 編成番号 | クロハ882形 (T’hsc） | サハ883形 (T)      | モハ883形 (M)      | サハ883形 (T)      | モハ883形 (M)      | サハ883形 (T)      | クモハ883形 (Mc)   |
| AO1 - 5  | 0番台                | 200番台            | 200番台            | 100番台            | 100番台            | 0番台              | 0番台              |

| 編成番号  | ← 大分・博多小倉 →   | ← 大分・博多小倉 → | ← 大分・博多小倉 → | ← 大分・博多小倉 → | ← 大分・博多小倉 → | ← 大分・博多小倉 → | ← 大分・博多小倉 → |
| 編成番号  | クロハ882形 (T’hsc） | サハ883形 (T)      | モハ883形 (M)      | モハ883形 (M)      | サハ883形 (T)      | サハ883形 (T)      | クモハ883形 (Mc)   |
| AO16 - 18 | 0番台                | 200番台            | 200番台            | 1000番台           | 1000番台           | 0番台              | 0番台              |

クモハ883 (Mc：1 - 8)
小倉方に位置する制御電動車（7号車）。主電動機、制御装置が搭載されている。定員48名。
モハ883
中間電動車。主電動機と制御装置の配置はクモハ883と同様。
100番台 (M1：101 - 105)
第1編成から第5編成までの5号車にあたる中間電動車。定員56名。
200番台 (M2：201 - 208)
3号車にあたる中間電動車。クルーズルームを備える。センターブースなし。定員44名。
1000番台 (M3：1001 - 1003)
第6編成から第8編成までの4号車にあたる中間電動車。7連化の際に新製された車両。パンタグラフを備える。トイレなし。定員60名。
クロハ882 (Thsc'：1 - 8)
博多・大分方に位置する制御車（1号車）。補助電源 SC401KA を備える。半室グリーン車であり、車両中央に乗降扉とデッキがある。運転室側がグリーン席で定員15名。後位側は身障者用座席を備えた普通席で、定員18名。曲線ガラスで仕切られた公衆電話コーナーが設置されていたが、2009年10月31日に電話サービスは終了している。4次車第6編成から第8編成のみ、7連化の際に空気圧縮機が設置された。
サハ883
付随車。主変圧器、主整流器、パンダグラフ、補助電源 SC403K、電動空気圧縮機を備える。ただし、1000番台はパンタグラフ、空気圧縮機を設置していない。
0番台 (TA：1 - 8)
6号車にあたる付随車。乗務員室が設置されている。かつては飲み物の自動販売機が設置されていた。定員56名。
100番台 (TA1：101 - 105)
第1編成から第5編成までの4号車にあたる付随車。コモンスペース設置。落成当初は公衆電話が設置されていたが、2000年頃に電話機が撤去された。定員56名。
200番台 (TA2：201 - 208)
2号車にあたる付随車。コモンスペースは後に携帯電話スペースとなっている。第1編成から第5編成はマルチスペースを設置しているが、第6編成から第8編成は携帯電話スペースとなっている。定員56名。
1000番台 (TA3：1001 - 1003)
第6編成から第8編成までの5号車にあたる付随車。7連化の際に新製された車両。885系と同様のコモンスペースが設けられている。定員60名。

## 改造
パンタグラフ換装
2000年3月6日に当時小倉工場にてAO-2編成のうち、6号車（サハ883-2）が落成時より搭載していた下枠交差式パンタグラフ PS401K からシングルアーム式パンタグラフ PS401KA に換装された。その他の車両は同年3月14日より順次大分車両センターにて取替作業が行なわれた。各車両毎に行われたため、AO-2 - 5編成は一時的に新旧パンタグラフが編成内で混在することもあった。これらの編成はいずれも2号車と4号車はそれぞれ同時に取替えられたものの、AO-3 - 5編成はAO-2編成とは異なり6号車の取替が3月末となった。それに対して、AO-1編成とAO-6 - 8編成はそれぞれ編成単位で一挙に取替えられた。
排障器改良
2000年（平成12年）12月から2002年（平成14年）8月にかけて、踏切衝突事故対策として各編成の検査入場時に順次前面排障器（スカート）下部にバンパーが装着された。ただし、AO-8編成に関しては、2002年（平成14年）5月の大型連休直後の検査入場の際には、2002 FIFAワールドカップ観客輸送に伴う輸送力増強で十分な日数を確保できなかったため、2003年（平成15年）1月に臨時入場した際に装着された。
文字放送受信装置取付
2003年（平成15年）6月13日から2004年（平成16年）3月29日にかけてクロハ882形に文字放送受信装置が取り付けられた。これにより車内で見えるラジオの配信が開始された。なお、見えるラジオの配信は2014年（平成26年）3月31日に終了している。
ATS-DK取付
2010年6月1日から2011年7月7日にかけて、落成時より取り付けられていたATS-SKがATS-DKに換装された。
ラゲージラック取付
乗客の要望により2014年6月30日から2015年7月30日にかけて客室内にラゲージラックが取り付けられた。これにより7号車は車端部AB席、その他の車両は車端部CD席がそれぞれ欠番となった。

### リニューアル改装

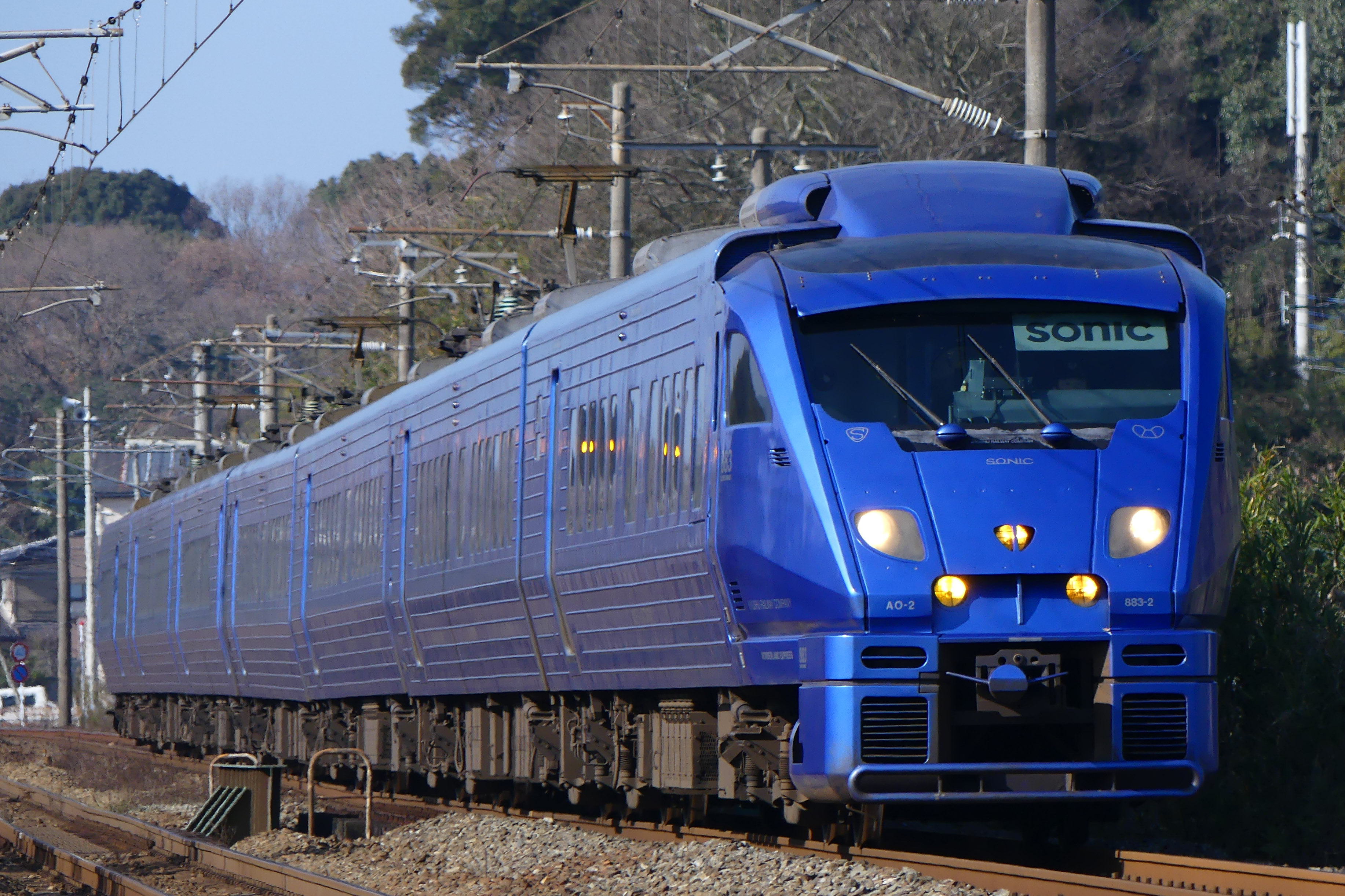
1次車（リニューアル後）

1次車の登場から10年以上経過した2005年3月より、車両検査に合わせてリニューアル改装が開始された。内容は以下の通りである。
外観
車体はステンレス無塗装から一転し全面インディゴブルーメタリックに塗装された。九州の東海岸を走行することからインディゴブルーが採用された。メタリック塗装には傷や汚れが目立ちにくくなるという利点があり、また、天候によって車体色を変化させるという水戸岡の狙いがある。車端部には転落防止用外幌が設置された。
車内
客室内はそれまでのカラフルな内装からシックな内装へと一転する。普通車の床はモザイク模様の赤・青・黄・緑色のタイルカーペットが敷かれていたが、白木のフローリングに変更された。この白木には焼印が刻まれている。
壁面や天井、荷物棚は、グレーからスーパーホワイトの全艶塗装に変更された。これはトンネル進入時や夜間走行時に室内の明かりを反射させて広く見せるのが狙いである。また、全艶塗装を施したことで表面が滑らかになり清掃が容易となった。窓框にはカップ置きのくぼみのついた木製のテーブルが設置された。
室内中央部にあったセンターブースは廃止され、跡地には通常の回転式リクライニングシートが設置された。しかし窓のサイズを変更しなかった為、座席の間隔が広い席や窓なしの席がある。
黒点柄の入った赤・緑・青の特徴的だった座席の表地やヘッドレストは単色化された。各号車ごと、客室前後でカラーリングが異なる。椅子のフレームはスーパーホワイトに塗装された。また、ヘッドレスト背面にチケットホルダーが設置された。リニューアル前の座席は九州鉄道記念館にて展示されている。
グリーン室内はカーペットや座席表地がブラウン系統の色のものに張り替えられ、ロールカーテンは「トロピカルストライプ」の柄に取り替えられた。壁面や天井、座席のフレームは普通室内と同様に仕上げられている。グリーン室・普通室共に1号車全席にはパソコン用のコンセントが各席横の窓下の壁面に一口設置された。1号車の大型トイレの扉はリニューアル前は折戸であったが、車椅子の乗客が1人でも容易に使用できるよう引戸に変更され、開口部も拡大された。
デッキやグリーン室内のパノラマキャビンはリニューアル後もリニューアル前のまま存置されているが、禁煙化を見据えフリースペースが新設された。フリースペースには車内が禁煙化された際に喫煙室にもなるよう自動ドアと強制排気装置が設置された。なお、車内は2007年3月18日より全面禁煙となっている。
その他にもドアチャイムの設置やコモンスペースへのガラス仕切設置が行われた。

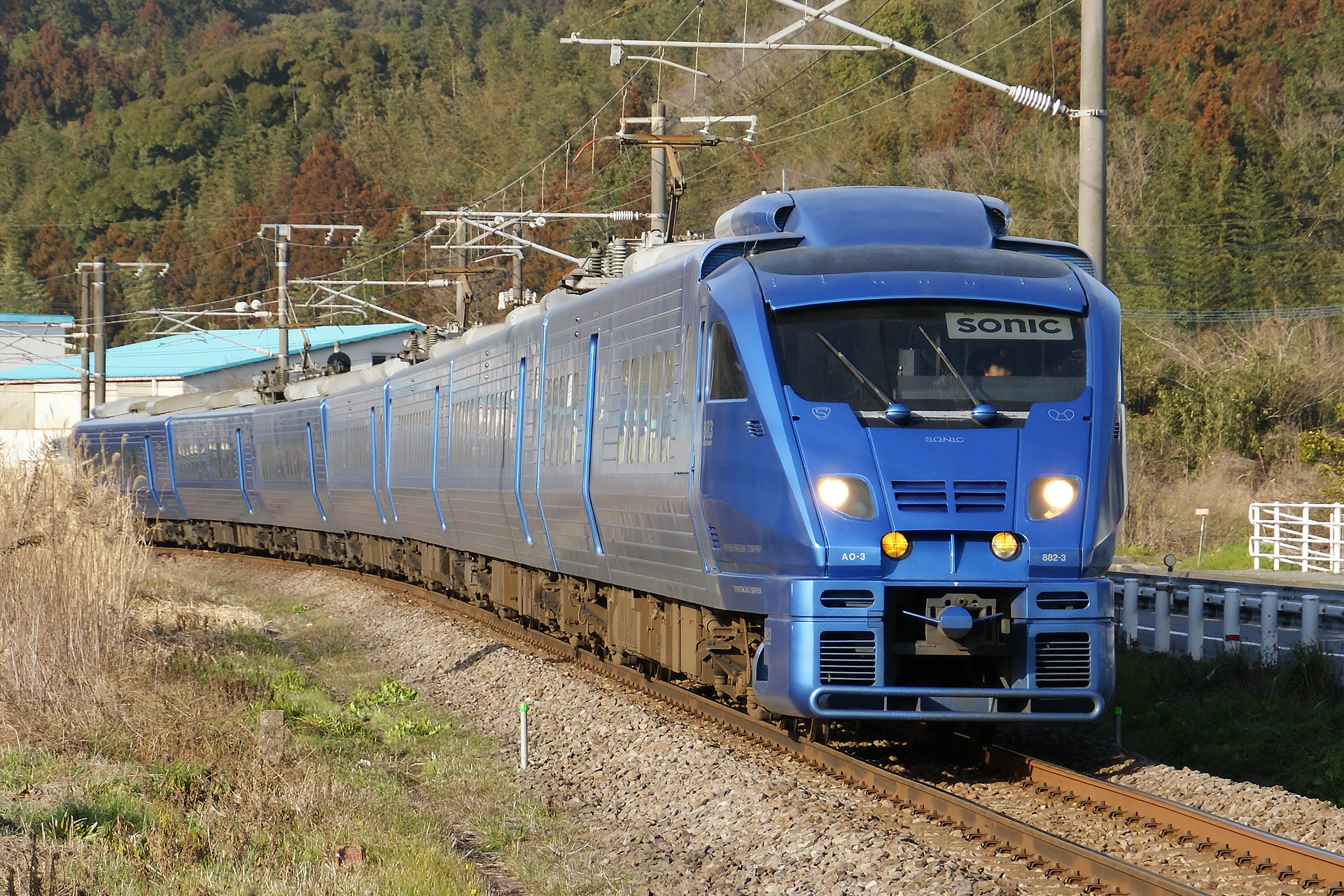
2次車（リニューアル後・AO3編成）
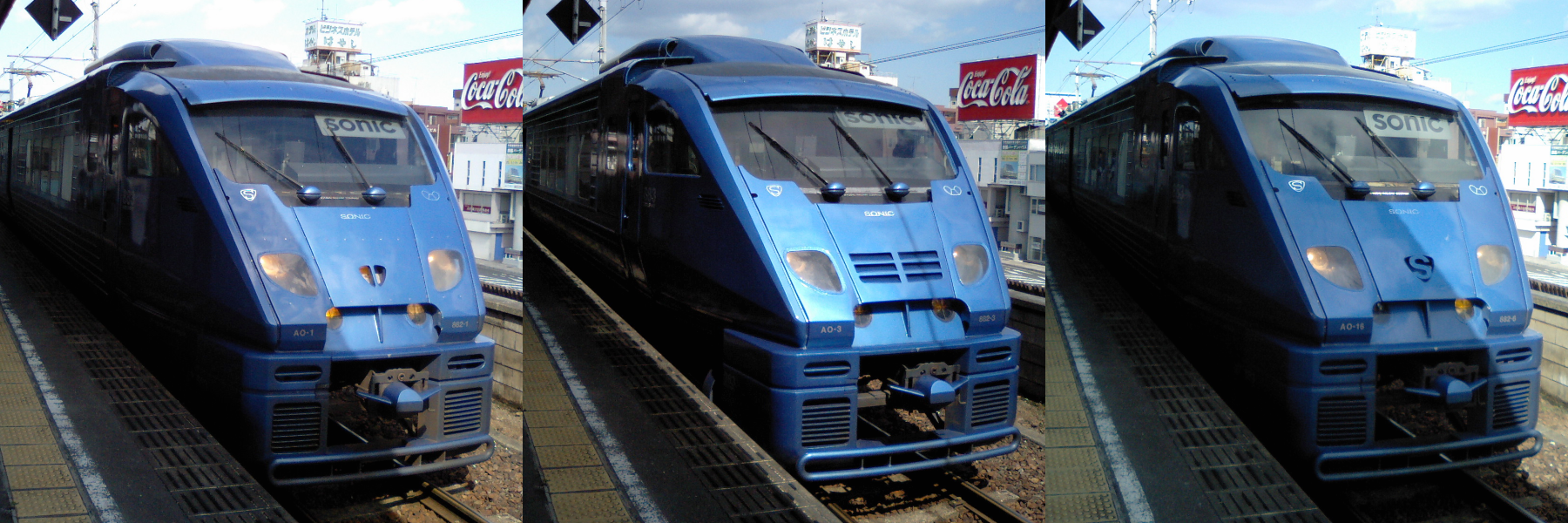
リニューアル後の883系先頭部 左から1次車・2次車・4次車
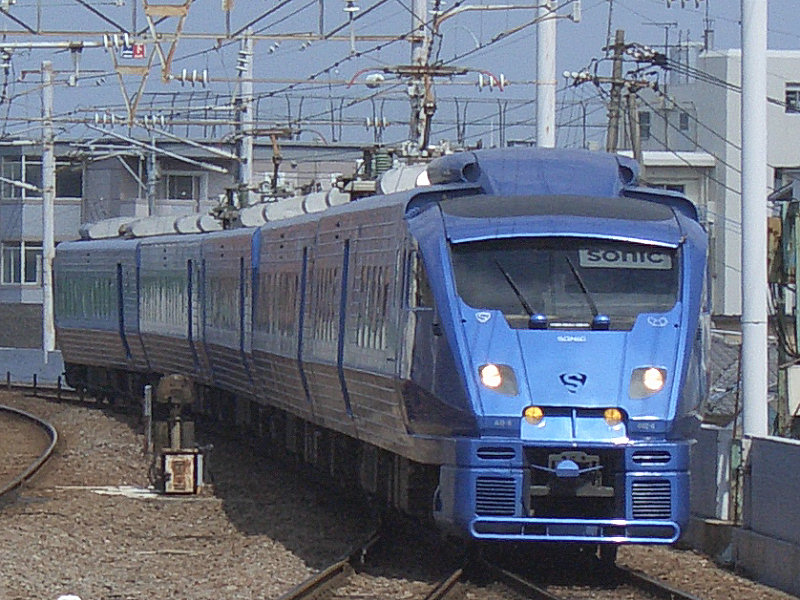
4次車（リニューアル後・増結前）
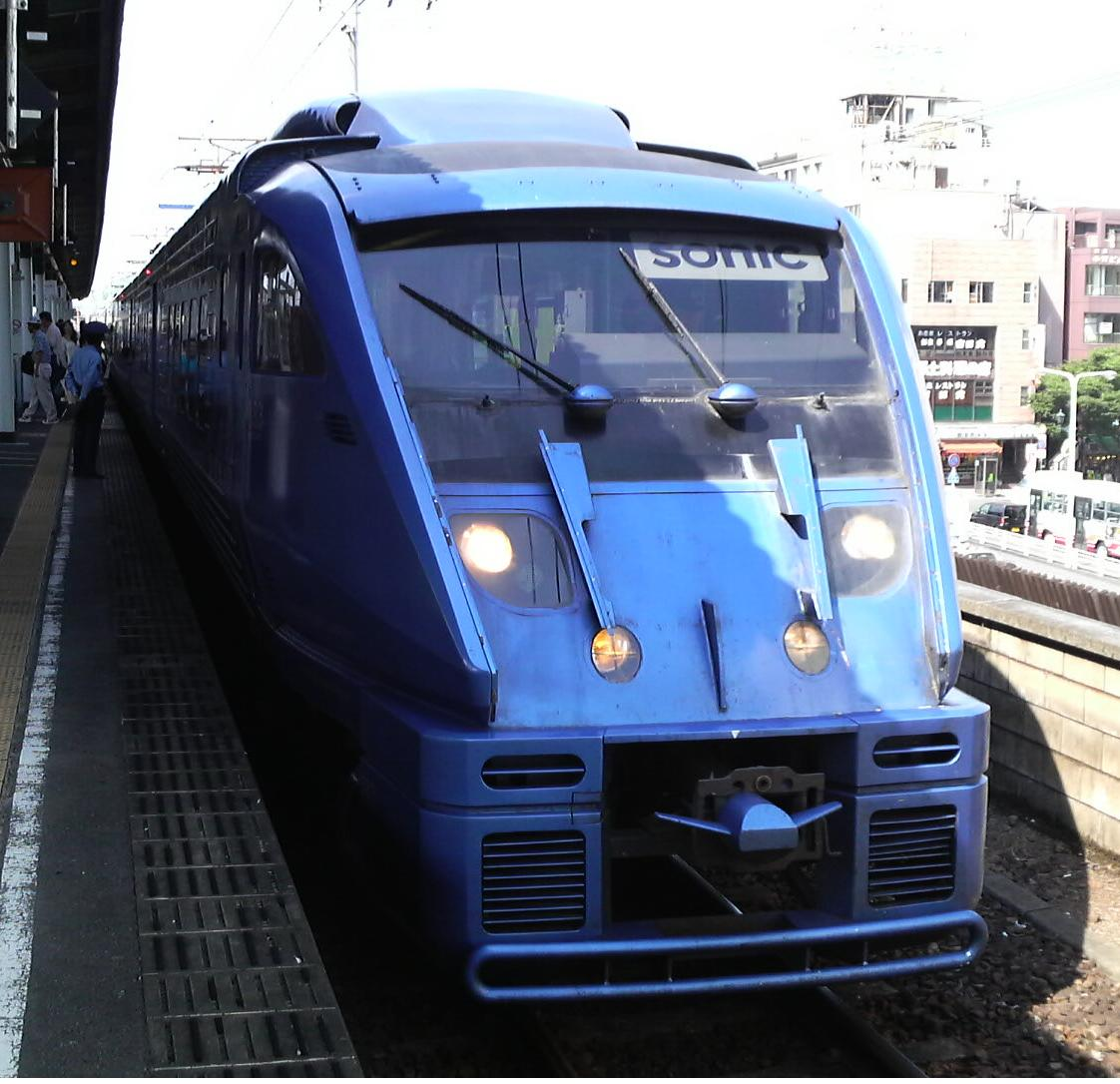
パネルを外した前面
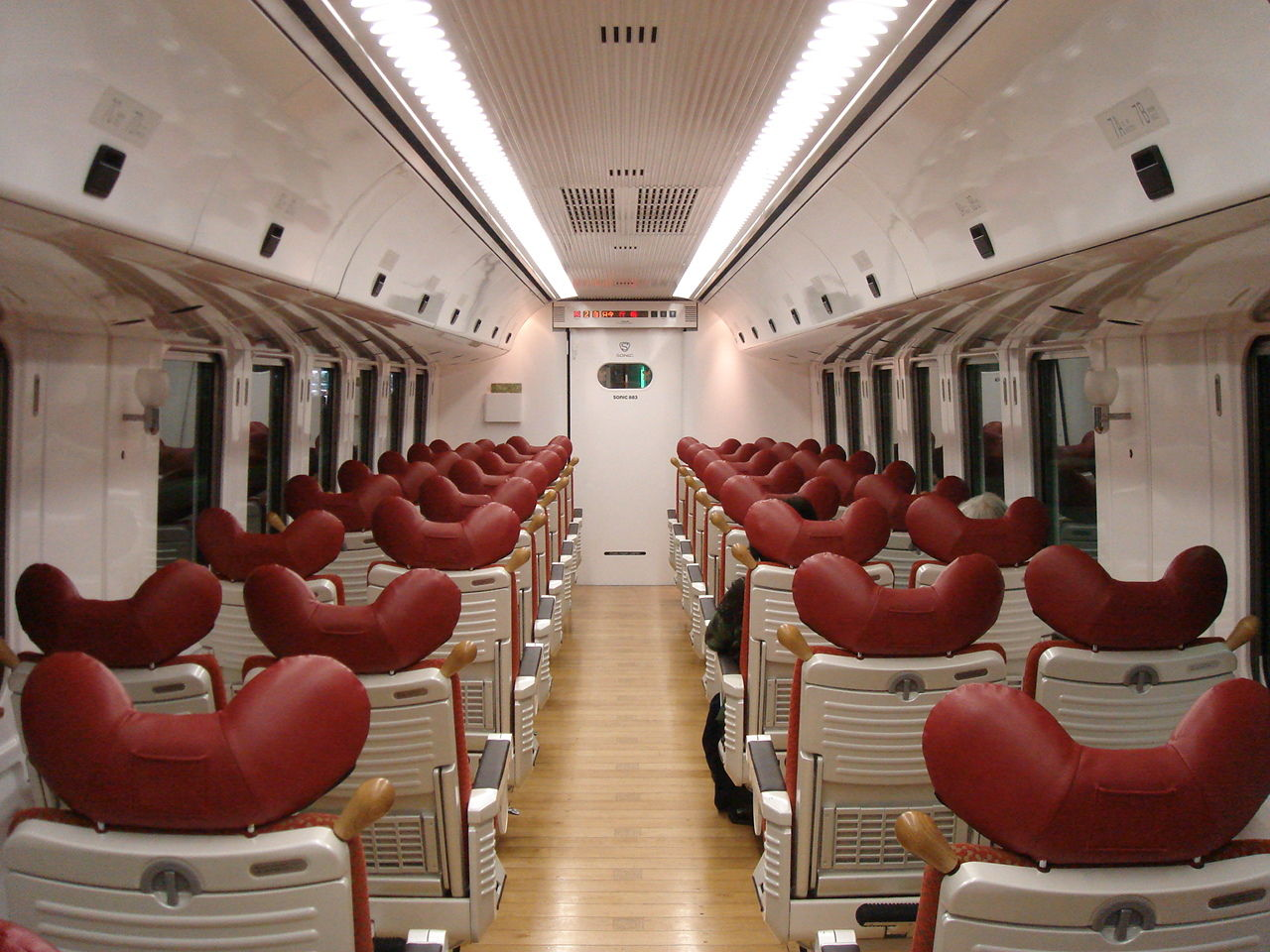
客室内
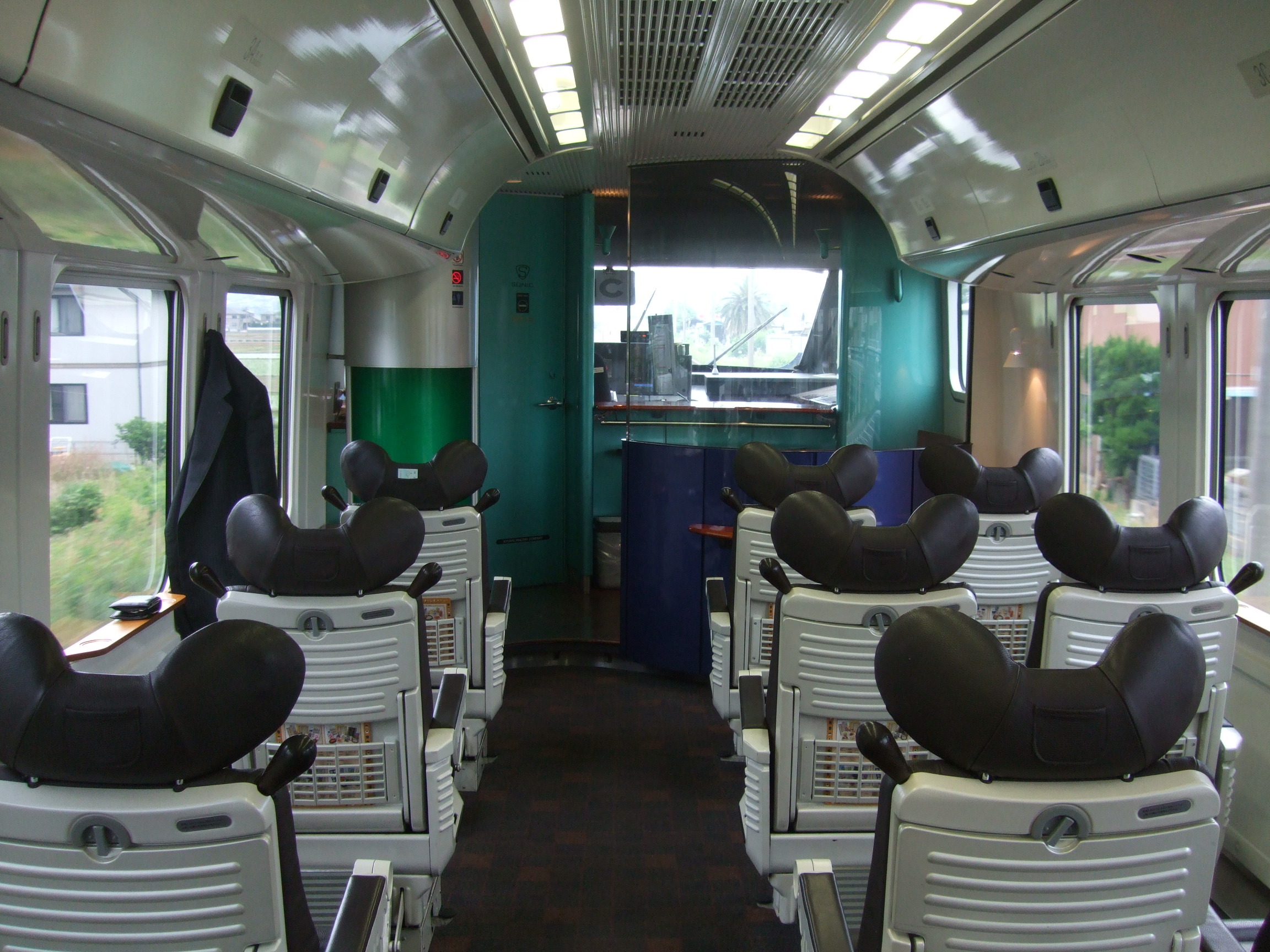
グリーン車客室内
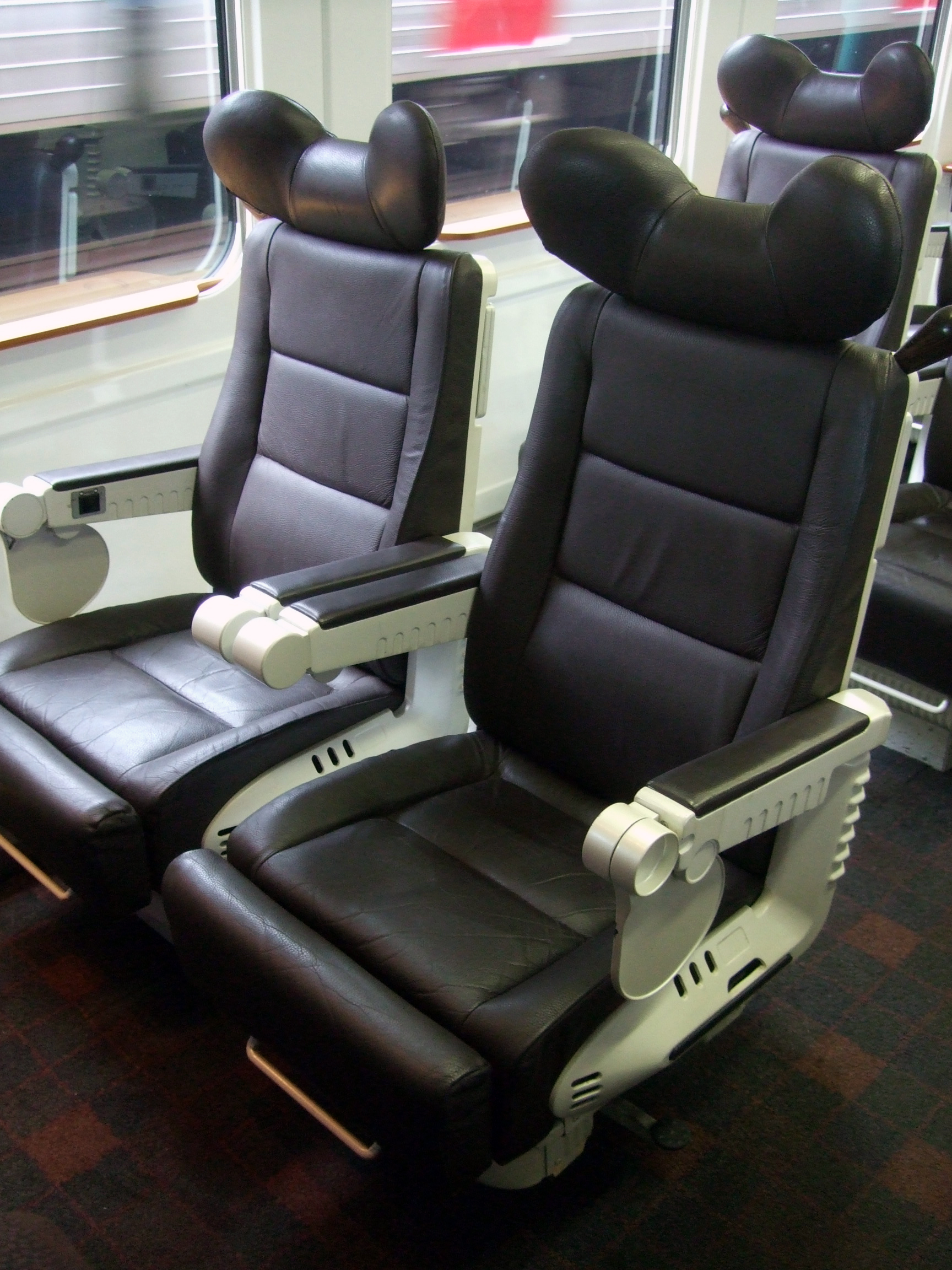
グリーン車のシート
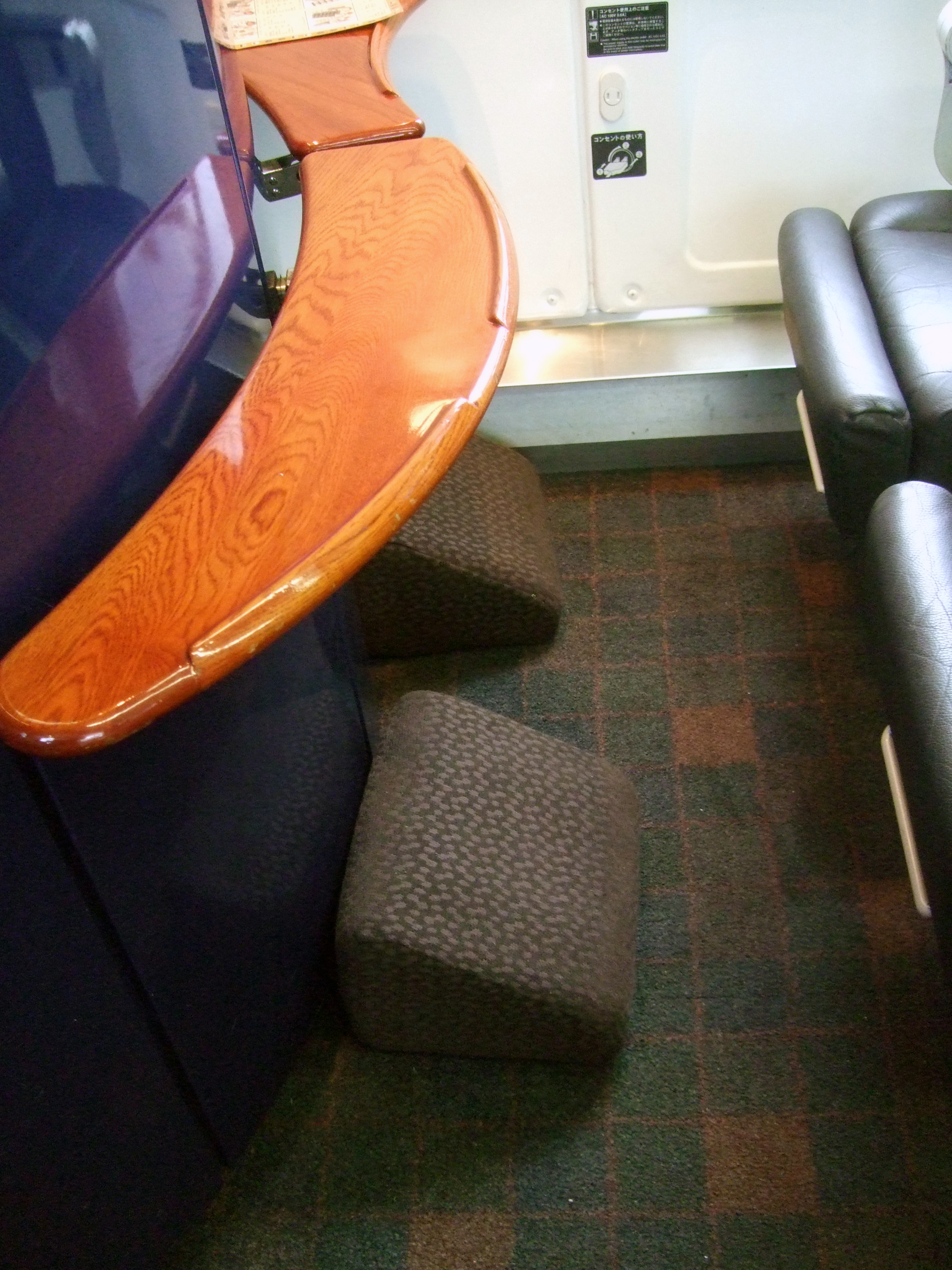
リニューアル後のグリーン車1C・1D席。

リニューアル改造はAO-8編成が初めに行われ、2005年3月24日のダイヤ改正より営業運転を開始した。その他の編成も順次リニューアルが施され、2007年（平成19年）4月23日のAO-2編成をもって完了した。
最初にリニューアルを受けたAO-8編成のみ一部にステンレス切抜文字が使用されていたが、その後の要部検査で他編成と同様の銀色テープに変更された。クロハ882-6では、リニューアル施工時に前照灯がHID方式へ変更されたが、その後従来車と同様のシールドビームに戻されている。また、AO-6編成の出場以降、全編成に設置されていたフェンダーミラーは順次撤去された。

## 運用の変遷

### 営業運転開始前
1994年（平成6年）8月20日に日立から落成したAO-1編成が、8月26日にAO-2編成の7両編成2本が大分電車区（現・大分車両センター）に配属された。以降、性能試験やハンドル訓練を行うために試運転が実施される。26日には博多駅・小倉駅・大分駅にて一般公開された。883系は話題性を狙い前面を黒い布で覆った状態で笠戸工場から搬送されている。一般公開日まで前面は覆い隠され、この日の除幕式で初めて車体全体が公開された。そうすることは、自動車のテストカーでは一般的に行われているものの、鉄道においては異例であった。この一般公開では振子の実演と内覧会も行われ、博多駅と大分駅には500人、小倉駅には400人ほどの見物客が訪れた。
1995年（平成7年）2月5日に別府大分毎日マラソンの開催日と試運転の日程が重なった事から、線路と並行する亀川バイパス付近で先頭を走るランナーのスピードに合わせて走行し883系をPRすることにした。前回の優勝者のタイムを参考に亀川駅で883系を待機させ、ランナーが亀川バイパスまで走ってきたところで883系をランナーのスピードに合わせて並走させた。その結果、10分近くもテレビ中継に映り、アナウンサーや解説者もランナーのスピードに合わせて走行する883系に触れざるを得ず、PRとしては成功を収めた。しかし、この影響で後続の定期「にちりん」を12分も遅延させる事となった。
営業運転開始前の同年2月14日には2次車（AO-3編成）7両編成1本も増備される。同年3月18日からは「にちりん」の運用に暫定的に投入され、4月9日まで運用された。

### 営業運転開始後
1995年（平成7年）4月20日より特急「ソニックにちりん」として正式に営業運転が開始され、当初は博多 - 大分間で4往復の運用に就いた。1996年（平成8年）2月7日にAO-4編成、2月21日にAO-5編成の4次車7両編成2本が大分電車区に配属され、同年3月16日のダイヤ改正より3次車も運用に加わり同区間での運用が9往復に拡大された。1997年（平成9年）2月には4次車（AO-6 - 8編成）5両編成3本が落成し、2月7日から2月15日にかけて大分電車区に配属された。同年3月22日のダイヤ改正で列車名が「ソニックにちりん」から「ソニック」に改称され、同列車16往復中15往復の運用に充当される。2000年（平成12年）3月11日のダイヤ改正で同区間での運用は23往復に拡大する。2008年には1000番台が登場し4次車は5両編成から7両編成に増結される。これにより、従来883系5両編成が担当していた16本の運用のうち5本は同車7両編成に、11本は885系の運用に振り分けられ、885系の運用24本のうち11本は883系での運用にそれぞれ変更された。
2018年3月17日のダイヤ改正以前は博多駅 - 佐伯駅間の1往復にも運用されていたが、改正後はこれを大分駅までの運転に短縮したため、大分駅 - 佐伯駅間での定期運用がなくなった（但し、885系が小倉総合車両センターの入場により、車両不足が発生するため、883系が代走や臨時列車で大分駅 - 佐伯駅間の運用に入ることもある）。また、同時に中津駅 - 大分駅間の「にちりん」101・102号（従来は787系4両編成）の充当車両を883系に変更し、「ソニック」101・102号とした。また、当系列での運用は全て大分駅を発着するものとなっている。
新製以来、全車両が大分鉄道事業部大分車両センターに配置されている。2023年3月18日現在は博多駅・中津駅 - 大分駅間で18往復（うち4往復は毎日運転の臨時列車）の運用に充当されている。
基本的に「ソニック」専用で運用されているが、過去には小倉駅始発「ソニック」201号の送り込み列車を兼ねた「きらめき」上り1本（博多駅 → 門司港駅）の定期運用に充当されていた。この運用は「ソニック」201号共々、2008年3月のダイヤ改正で設定された。2008年7月の4次車7両編成化の際の運用変更時に885系による運用に変更されたのち2009年3月からは再び883系での運用に戻ったが、2011年3月のダイヤ改正で「ソニック」201号は大分駅で接続していた「にちりん」3号（改正後は787系6両編成での運転）に再吸収される形で消滅、同時に共通の編成を用いていた「きらめき」運用も787系6両編成での運転に変更された。
2008年10月4日に開催された鉄道フェスタin佐世保において試乗会が行われ、AO-4編成が佐世保線に入線し同線の早岐駅 - 佐世保駅間を臨時快速列車として2往復運転された。同線には2011年にも入線している。他にも以下の列車の運用にも充当された例がある。
2024年7月14日に開催された第73回つくみ港まつり花火大会のお帰りの列車として、津久見駅 - 大分駅間を臨時特急列車つくみ港まつり4号として上り1本運転された。
- 「にちりん」：営業運転開始前の暫定運用の他にも、1996年（平成8年）8月7日から9日までの3日間限定で南宮崎駅発着の20・33号の運用に[84]、1997年には同年に落成した4次車が3月22日のダイヤ改正に先行して充当されていた。
- 「ハウステンボス」：1995年と1996年に数日間、「ハウステンボスジェイアール全日空ホテル」開業及び1周年記念の一環として臨時の81・82号に充当された。1995年はAO-3編成を5両に減車の上で用いていた。
- 「かもめ」：AO-2編成が2010年9月11日に同列車100号の運用に充当された[85]。
- 「きらめき」：上記の定期運用の他に、2021年12月1日から23日までの月・火・水・木曜日に大分駅発着の臨時「ソニック」の小倉駅 - 博多駅間のダイヤを用いて同区間で運転された（期間中の金土休日は大分駅発着の「ソニック」として運転）。普通車全車自由席でグリーン車は締切扱いとされた。

## 編成
2022年4月1日現在の編成は、以下のとおりである。

### AO1 - 5編成
落成時より7両編成である。
- AO-1・2編成は1次車、AO-3編成は2次車、AO-4・5編成は3次車に分類される[87]。
- 前面のパネルは各編成ごとに形状が異なり、1次車は中央部にリーフ状のグリルにフォグランプがあり[88][89]、2次車はルーバー[88]、3次車はロゴマークのSマーク打ち抜きとなっている[79]。
- 3次車のフェンダーミラーは黄色に、連結器カバーとワイパーカバーは赤色に塗装されている[41]。
- モハ883形100番台とサハ883形100番台の2両を抜いた5両編成でも組成可能であり[4]、実際に5両編成で運用されたこともある[89]。

| 編成番号 | ← 博多← 大分・佐伯小倉 → | ← 博多← 大分・佐伯小倉 → | ← 博多← 大分・佐伯小倉 → | ← 博多← 大分・佐伯小倉 → | ← 博多← 大分・佐伯小倉 → | ← 博多← 大分・佐伯小倉 → | ← 博多← 大分・佐伯小倉 → |           |                  |
| 編成番号 | クロハ882                | サハ883 200番台          | モハ883 200番台          | サハ883 100番台          | モハ883 100番台          | サハ883 0番台            | クモハ883                | 竣工      | リニューアル工事 |
| AO1      | 1                        | 201                      | 201                      | 101                      | 101                      | 1                        | 1                        | 1994.8.26 | 2006.3.31        |
| AO2      | 2                        | 202                      | 202                      | 102                      | 102                      | 2                        | 2                        | 1994.8.20 | 2007.3.30        |
| AO3      | 3                        | 203                      | 203                      | 103                      | 103                      | 3                        | 3                        | 1995.2.14 | 2006.3.17        |
| AO4      | 4                        | 204                      | 204                      | 104                      | 104                      | 4                        | 4                        | 1996.2.7  | 2006.7.14        |
| AO5      | 5                        | 205                      | 205                      | 105                      | 105                      | 5                        | 5                        | 1996.2.21 | 2005.11.30       |

### AO16 - 18編成
1997年2月に登場。4次車に分類される。当時の輸送量に見合ったものするために5両編成で落成した。落成時はAO6 - 8編成と付番されていたが、2008年7月19日からの7連化に伴い、編成番号がそれぞれAO16 - 18編成へ改番された。
前面パネルの形状は3次車と同じだが、AO-6編成はシルバー、AO-7編成は黄色、AO-8編成は濃紺にそれぞれ塗装されている（編成番号は改番前のもの）。4次車のみ、クロハ882形にも空気圧縮機が装備されている。

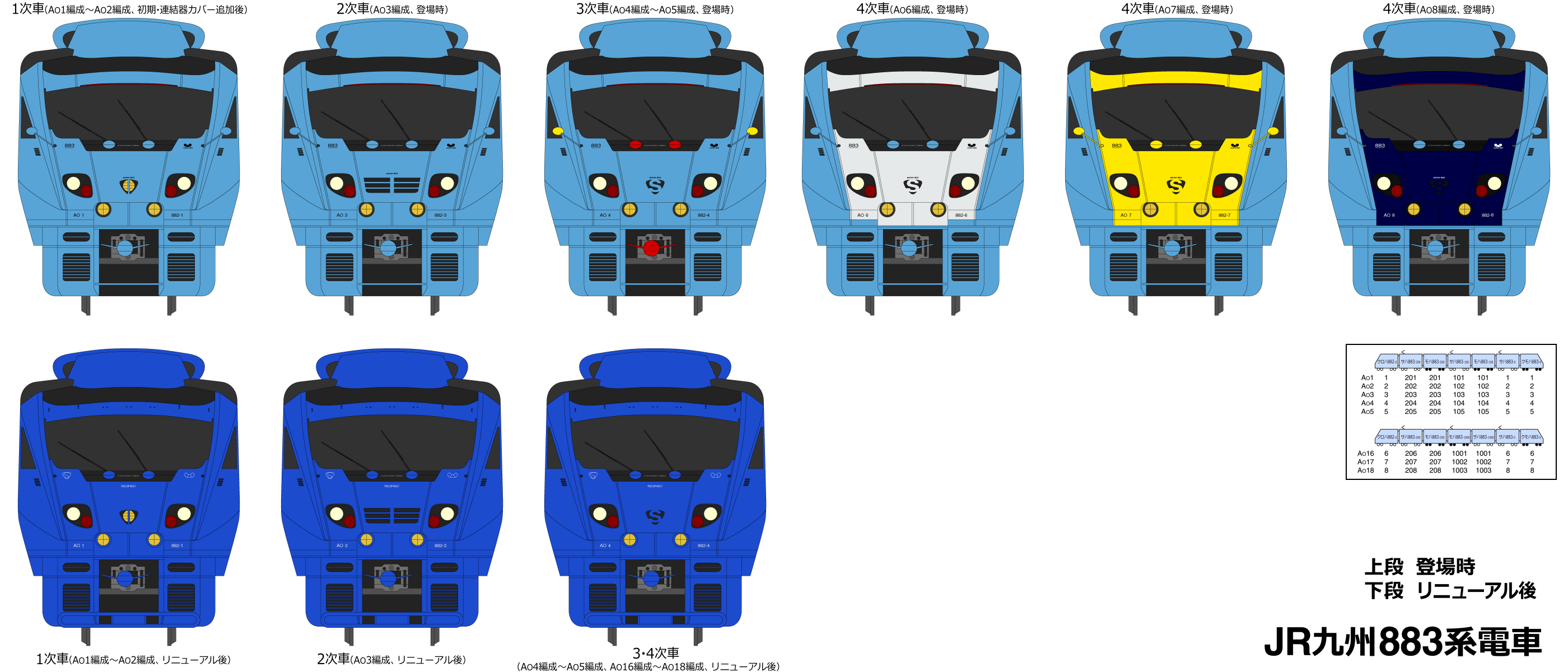
883系の各編成、登場時およびリニューアル後の正面図

| 編成番号 | ← 博多← 大分・佐伯小倉 → | ← 博多← 大分・佐伯小倉 → | ← 博多← 大分・佐伯小倉 → | ← 博多← 大分・佐伯小倉 → | ← 博多← 大分・佐伯小倉 → | ← 博多← 大分・佐伯小倉 → | ← 博多← 大分・佐伯小倉 → |               |           |                  |
| 編成番号 | クロハ882                | サハ883 200番台          | モハ883 200番台          | モハ883 1000番台         | サハ883 1000番台         | サハ883 0番台            | クモハ883                | 竣工          | 竣工      | リニューアル工事 |
| 編成番号 | クロハ882                | サハ883 200番台          | モハ883 200番台          | モハ883 1000番台         | サハ883 1000番台         | サハ883 0番台            | クモハ883                | 1000番台 以外 | 1000番台  | リニューアル工事 |
| AO16     | 6                        | 206                      | 206                      | 1001                     | 1001                     | 6                        | 6                        | 1997.2.7      | 2008.7.8  | 2005.8.11        |
| AO17     | 7                        | 207                      | 207                      | 1002                     | 1002                     | 7                        | 7                        | 1997.2.14     | 2008.7.18 | 2006.12.26       |
| AO18     | 8                        | 208                      | 208                      | 1003                     | 1003                     | 8                        | 8                        | 1997.2.15     | 2008.7.25 | 2005.3.22        |

### ラッピング

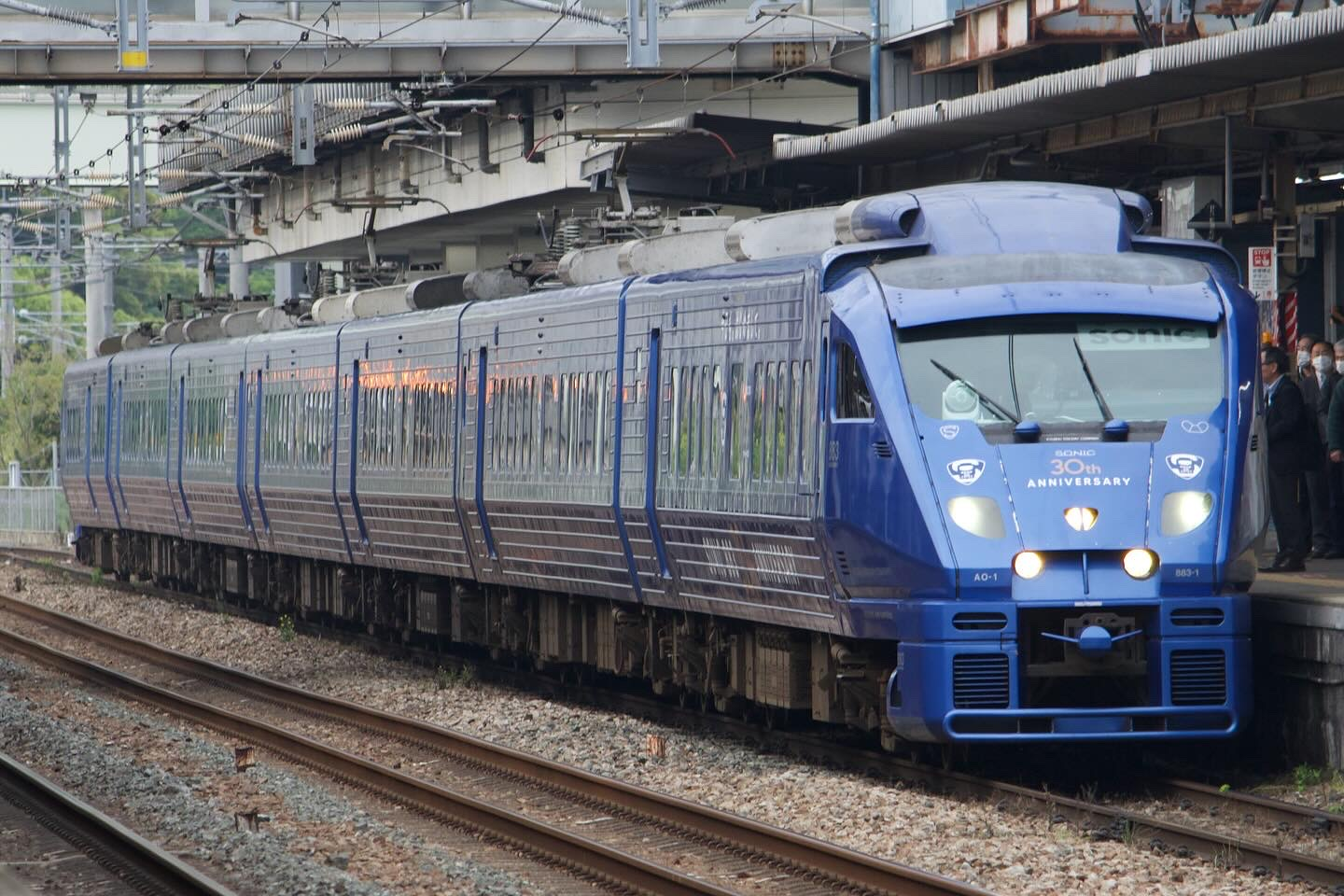
ソニック運行開始30周年記念ラッピングを纏うAo-1編成

EXILE EXPRESS
2010年（平成22年）、大分市での「EXILE LIVE TOUR 2010 FANTASY」の開催に際し、AO-1編成にラッピングが施され「EXILE EXPRESS」として8月6日から9月28日まで運用された。
大分県観光号
JR九州のキャンペーンで大分県をPRするため、AO-4編成に観光地の画像やマスコットキャラクターの「めじろん」などがラッピングされた。2011年10月から翌年の1月まで運行されていた。
元気に！九州
2016年に発生した熊本地震の復興祈願としてAO-17編成の4号車に「元気に！九州」のラッピングが施された。運行は2016年4月28日から6月30日。
GO!GO! キスマイクマモトオオイタ
GO!GO!!キスマイクマモトオオイタの一環として、AO-17編成にラッピングが施され「キスマイソニック」として2017年（平成29年）7月2日より運用された。。
JR九州 Waku Waku Trip 883系（ミッキーマウスデザイン）
2019年5月22日、ミッキーマウスのスクリーンデビュー90周年を記念して、九州新幹線での旅をアピールする「Go! Waku Waku Trip with MICKEY」プロジェクトの一環として、800系新幹線と同様に883系にもミッキーマウスをデザインしたラッピングが施された。「JR九州 Waku Waku Trip 883系（ミッキーマウスデザイン）」と題し、883系AO-18編成のモハ883-1003・サハ883-1003のみにラッピングし、同年5月30日から8月27日まで運行された。
劇場版「鬼滅の刃」無限列車編 公開記念
2020年10月16日の『劇場版 鬼滅の刃 無限列車編』公開を記念して、AO-16編成のモハ883-1001・サハ883-1001に登場するキャラクターのラッピングが施され、10月12日から12月25日まで運行された。
劇場版「呪術廻戦0」公開記念
『劇場版 呪術廻戦 0』公開を記念して、AO-18編成のモハ883-1003・サハ883-1003に登場するキャラクターのラッピングが施され、同年12月1日から翌年2月21日まで運行された。
特急ソニック運行開始30周年記念

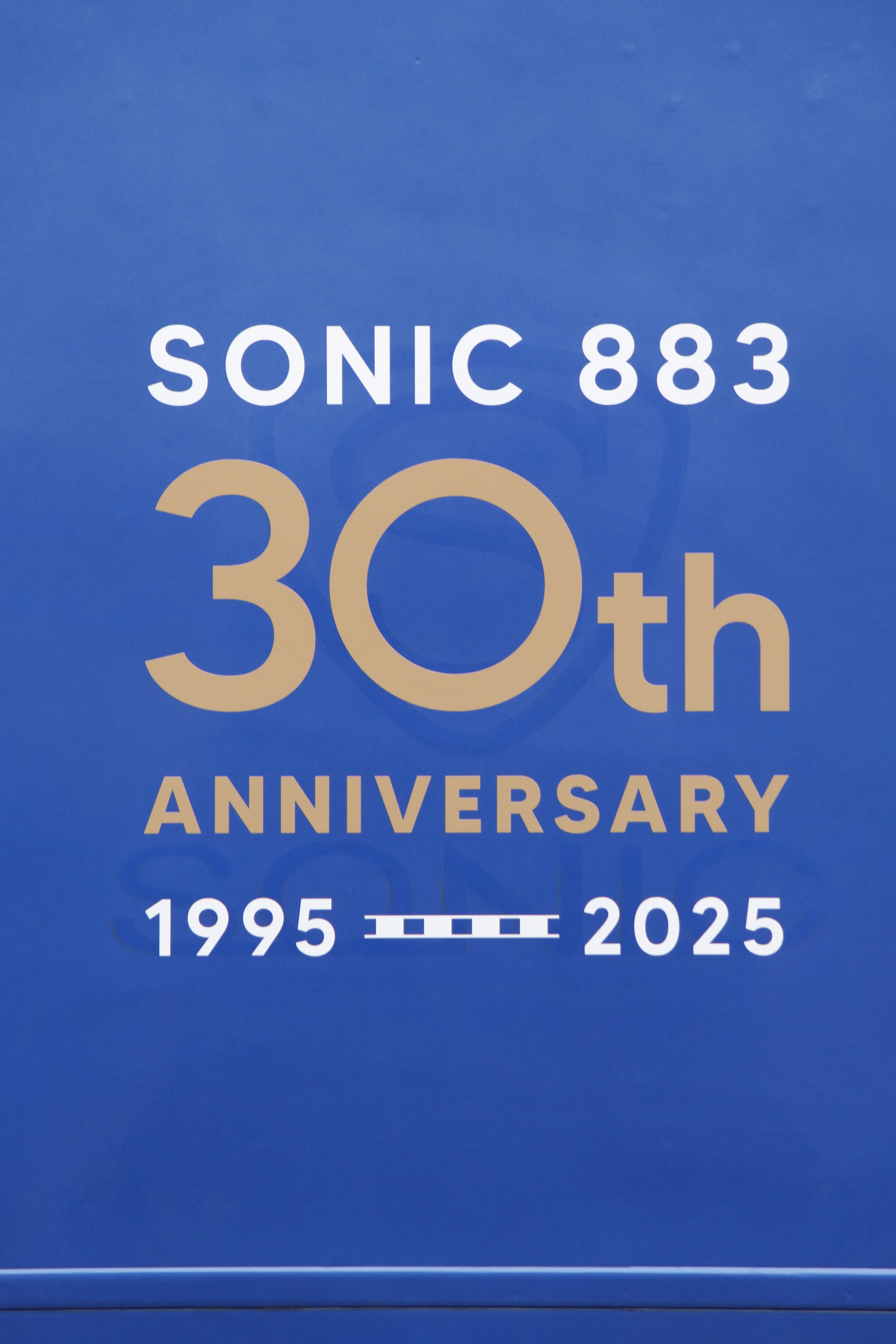
車体に描かれたロゴ

特急ソニック運行開始30周年を記念して、Ao-1編成にラッピングが施され、2025年4月20日から運行を開始した。同年12月ごろまでの運行を予定している。